# Johann Gaudenz von Salis-Seewis

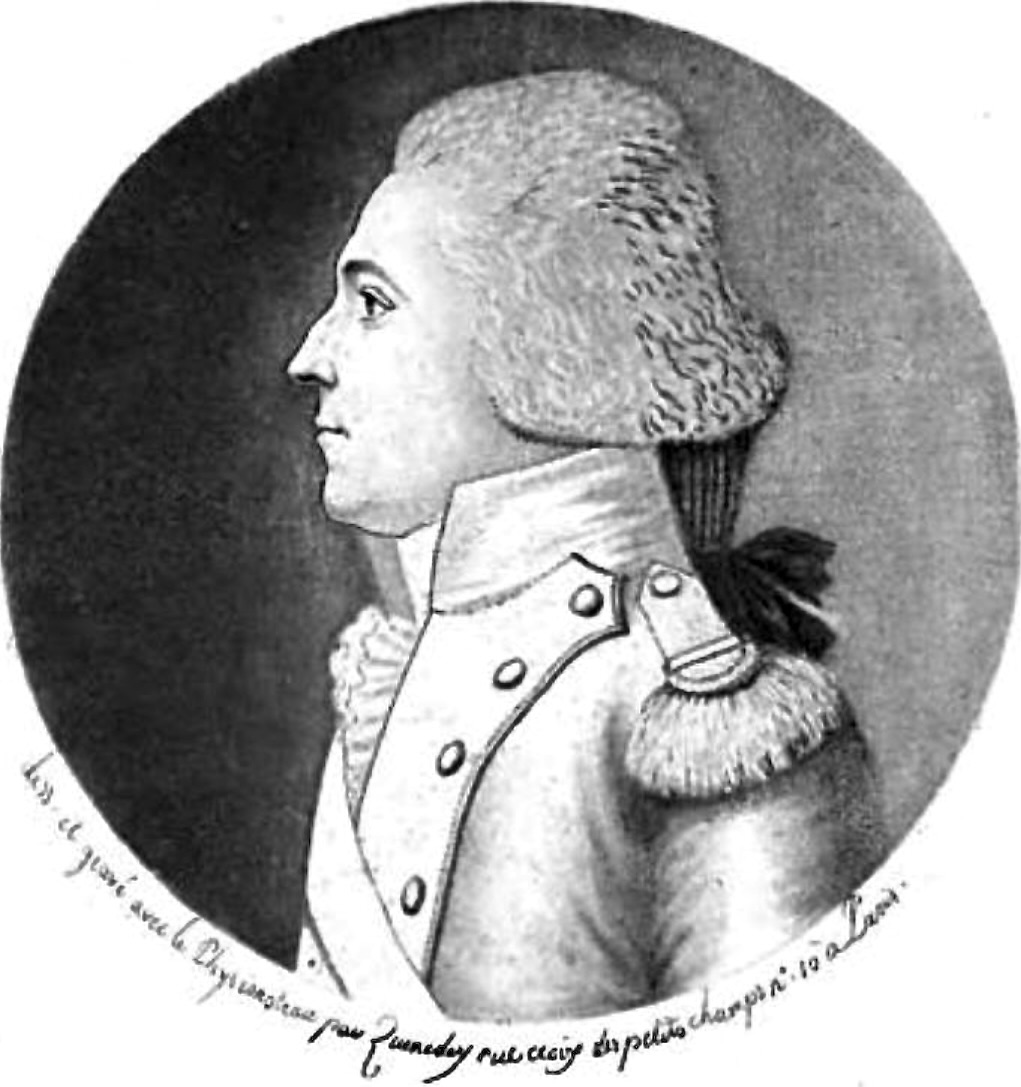
Salis-Seewis, Physionotrace, Edme Quenedey (um 1790)

Johann Gaudenz Gubert (Freiherr, ab 1815 Comte) von Salis-Seewis (* 26. Dezember 1762 in Malans; † 29. Januar 1834 ebendort) machte sich als Offizier der Schweizergarde in Paris einen Namen als deutschsprachiger Lyriker. Obwohl die überwiegend reformierten Salis das mächtigste Adelsgeschlecht der Drei Bünde waren, begeisterte er sich für die Ideale der Französischen Revolution. In die Heimat zurückgekehrt, gehörte er der regimekritischen Partei der Patrioten an. 1798 musste er deshalb in die Helvetische Republik fliehen, die ihn im Zweiten Koalitionskrieg zum Generalstabschef machte. Danach bekleidete er Ämter in Politik und Justiz dieses Tochterstaats Frankreichs wie auch seiner Heimat, die zum Schweizer Kanton Graubünden wurde.

## Herkunft

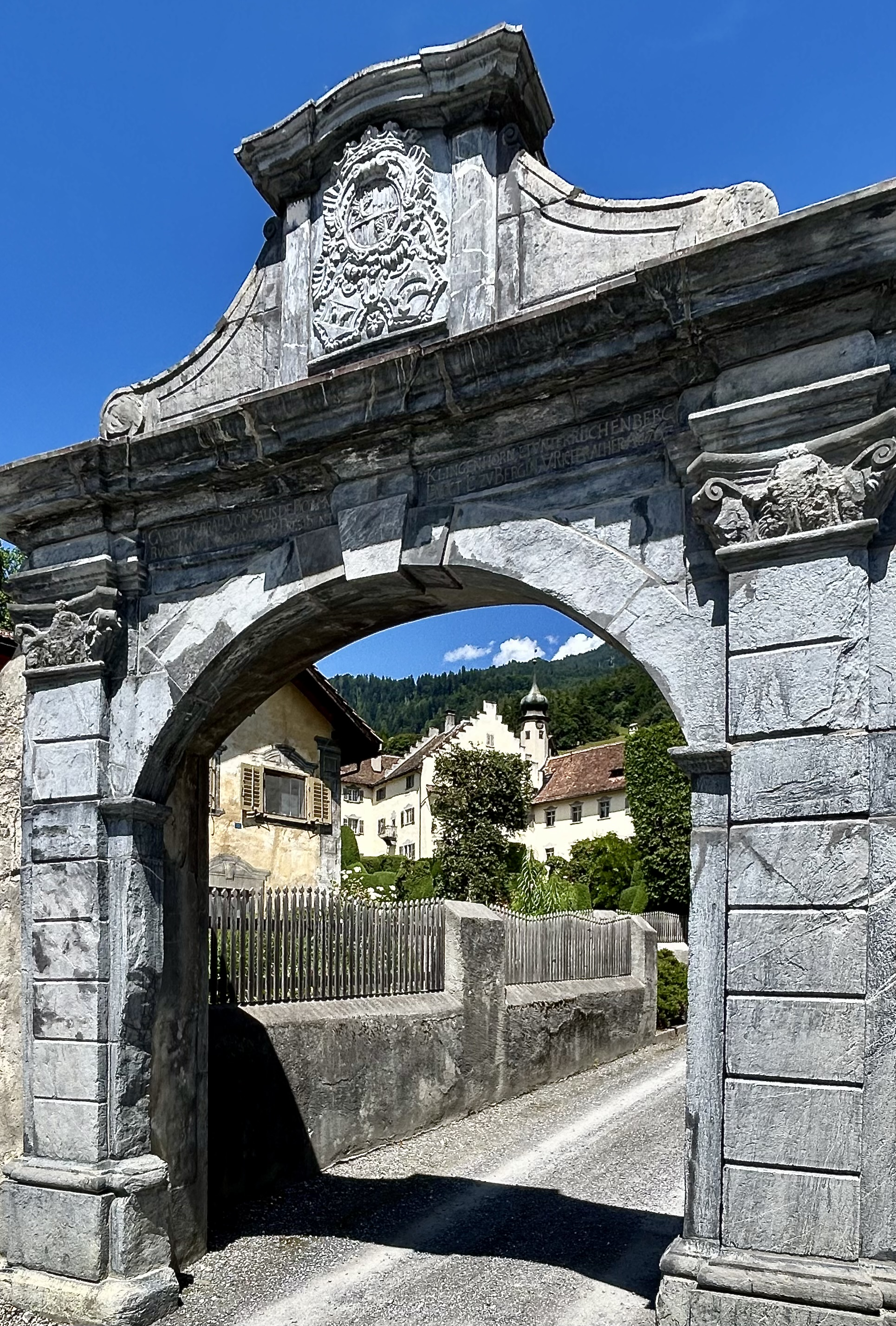
Schloss Bothmar, Malans, wo Salis 1762 geboren wurde

Die Herrschaft Maienfeld, in der Malans liegt, war Untertanengebiet der Drei Bünde, gleichzeitig aber auch Teil des Zehngerichtenbunds.
Der Grossvater Johann Gaudenz Dietegen von Salis-Seewis (1708–1777) und der Vater Johann Ulrich (1740–1815) besassen als Militärunternehmer eine Kompanie im Regiment der Schweizer und Bündner Garden in Paris. Der Grossvater war 1734/35 und 1750/51 Bundslandammann des Zehngerichtenbunds sowie lange Zeit Oberhaupt der französischen Partei in Bünden. 1776 erhielt er den Titel Comte (Graf), den jeweils der älteste Sohn erbte. Der Vater galt als einer der reichsten Bündner. Er war 1761–1763 Landvogt in Maienfeld, 1766/67, 1782/83 sowie 1792/93 Bundslandammann des Zehngerichtenbunds und 1787–1789 Landeshauptmann in Sondrio.
Die Mutter Jacobea geb. von Salis-Bothmar (1741–1791) brachte als Letzte ihres Geschlechts Schloss Bothmar in Malans in die Ehe ein, wohin der Vater nach der Heirat aus dem Stammschloss seines Familienzweigs in Seewis im Prättigau (Zehngerichtenbund) übersiedelte. Ihre Eltern waren Gubert Abraham (1704–1766), 1725 Landvogt in Maienfeld, 1744/45 Bundslandammannn des Zehngerichtenbunds sowie 1749–1751 Podestà in Morbegno, und Jacobea von Buol (1700–1764).
Johann Gaudenz war das älteste von sieben Kindern. Am bekanntesten wurde neben ihm das jüngste, der invalide Gelehrte Johann Ulrich (1777–1817). Schwestern heirateten die Konservativen Daniel von Salis-Soglio, Karl Ulysses von Salis-Marschlins und Vincenz von Salis-Sils.

## Söldner

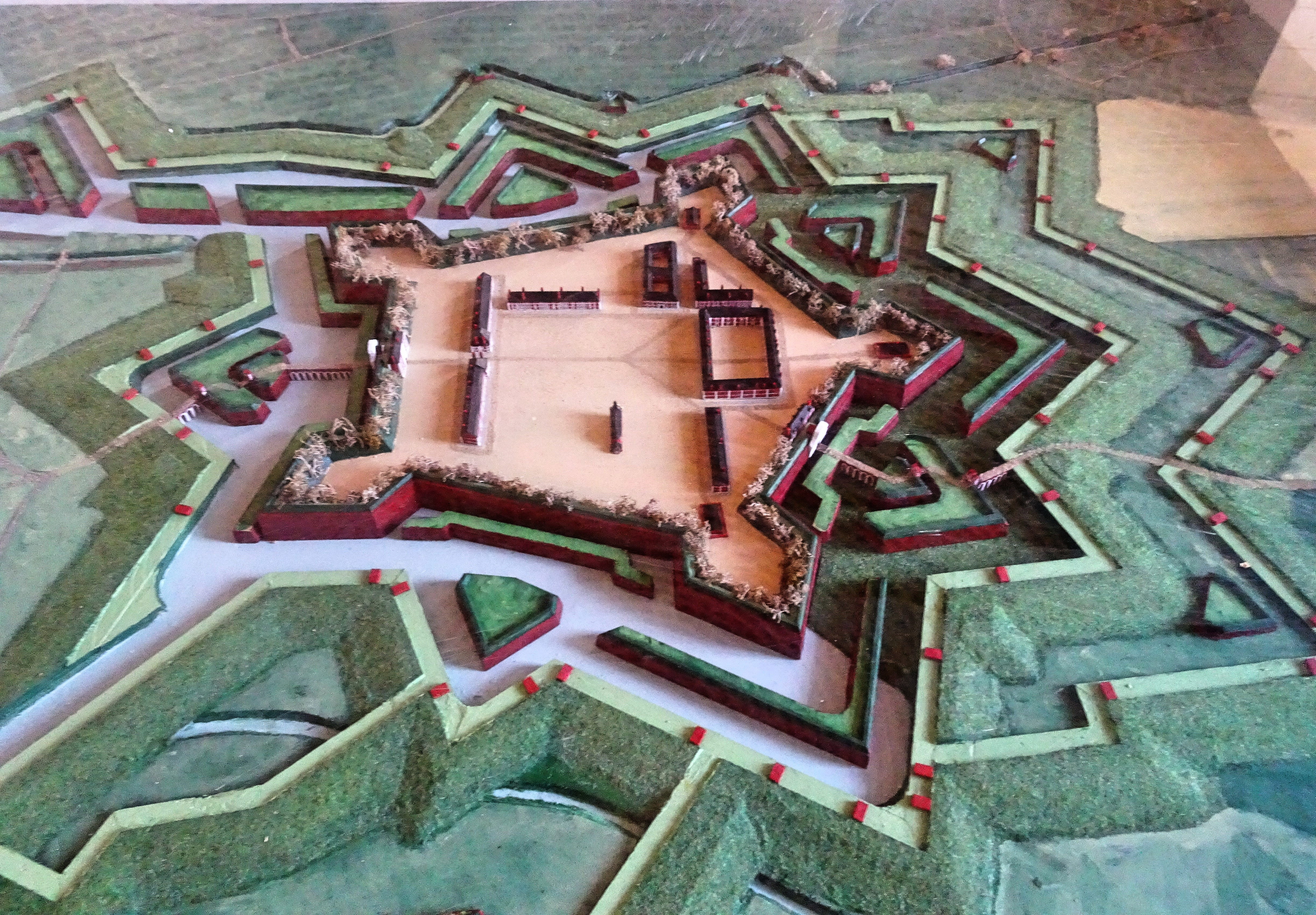
Modell der Zitadelle von Arras, nach Entwurf von Vauban (1668–1672)

Salis wuchs im Marktort Malans und in der nahen Stadt Chur auf. Nach Privatunterricht wurde er 1778/79 Schüler eines Instituts in Lausanne. Mit siebzehn trat er eine Stelle als Fähnrich bei den Gardes-Suisses in Paris an. Wie schon nach Lausanne begleitete ihn dorthin als Hofmeister der in der pietistischen Brüdergemeine in Niesky (Sachsen) ausgebildete Theologe Gottlob Friedrich Hilmer (1756–1835). Die adligen Offiziere erhielten regelmässig lange Urlaube, die Salis meist in der Heimat verbrachte.
1785 lernte er in Paris die 55-jährige Schriftstellerin Sophie von La Roche (1730–1807) kennen. Seinem Mentor Heinrich Bansi (1754–1835), der vom Pfarrer von Fläsch und Haldenstein zum Aufklärer, Revolutionär und französischen Geheimagenten wurde, schrieb er: «Warmes Gefühl für Tugend und Natur, Kenntnisse in allen Fächern der Litteratur und philosophischer Scharfsinn unterscheiden sie gänzlich von den eitlen, gefallsüchtigen Putzpuppen, die von nichts als faden französischen Romanen Kopf und Herz angefüllt haben.» Das Gefallen war gegenseitig: In ihrem 1787 veröffentlichten Reisetagebuch nannte ihn Frau von La Roche «einen der edelsten jungen Männer, welche ich je sah; Sitten, Geist und Grundsätze vortrefflich. Er wohnt am äussersten Ende des schönen Dorfs Chaillot, um von dem Getümmel in Paris und Versailles gleichweit entfernt zu seyn, und nach der Schweizer angebohrnen Liebe für die Natur, eine schöne Aussicht auf Gottes Boden zu geniessen». Laut der Verfasserin empfindsamer Romane war Salis «zugleich eine der schönsten Mannspersonen».
Die Welt der französischen Aufklärung lernte der Gardeleutnant beim Zürcher Kaufmann Johann Caspar Schweizer (1754–1814) kennen, der damals nach Paris übersiedelte, mit Mirabeau befreundet war und später dem Jakobinerklub beitrat. 1786 wurde Salis in die Pariser Freimaurerloge La Bienfaisance aufgenommen. Da er bei der Garde keine der nach Gunst und Beziehungen vergebenen Hauptmannsstellen erhielt, übernahm er im erwähnten Jahr eine Kompanie im Regiment Salis-Samaden in der nordfranzösischen Grenzfestung Arras.

## Dichter
Ab 1780 verfasste Salis Gedichte, die ab 1782 in deutschen und schweizerischen Publikationen erschienen und lobend besprochen wurden. Beeinflusst zu haben scheinen ihn Haller, Gray, Klopstock, Gessner, Hölty und vor allem Matthisson, «doch fand S[alis] einen eigenen, meist etwas melancholischen, gelegentlich auch patriotisch-enthusiastischen Ton; hauptsächliche Sujets sind die heimatliche Landschaft, die Liebe zu seiner (späteren) Gattin und die Vergänglichkeit alles Irdischen.»
Von den 65 immer wieder umgearbeiteten und ergänzten Gedichten, die er der Aufnahme in die Ausgabe letzter Hand würdig fand, entstanden 36 im Zeitraum von 1780 bis 1792, 14 von 1793 bis 1799 und 15 von 1800 bis 1821. Es existieren über 400 Vertonungen einer Vielzahl von Komponisten, allein Schubert schuf 20 Kompositionen zu 14 Gedichten.
Das 1782 entstandene, von Reichardt 1799 in Noten gesetzte Herbstlied gilt heute als Volkslied. Es schildert – aus der Perspektive des 20-jährigen Gutsbesitzerssohnes – die Zeit der Weinlese in der Herrschaft Maienfeld:
«[1.] Bunt sind schon die Wälder;

Gelb die Stoppelfelder,

Und der Herbst beginnt.

Rothe Blätter fallen,

Graue Nebel wallen,

Kühler weht der Wind.

[2.] Wie die volle Traube,

Aus dem Rebenlaube,

Purpurfarbig stralt!

Am Geländer reifen

Pfirsiche mit Streifen

Roth und weiss bemalt. […]
[4.] Flinke Träger springen,

Und die Mädchen singen,

Alles jubelt froh!

Bunte Bänder schweben,

Zwischen hohen Reben,

Auf dem Hut von Stroh!

[5.] Geige tönt und Flöte

Bei der Abendröthe

Und im Mondenglanz;

Junge Winzerinnen

Winken und beginnen

Deutschen Ringeltanz.»

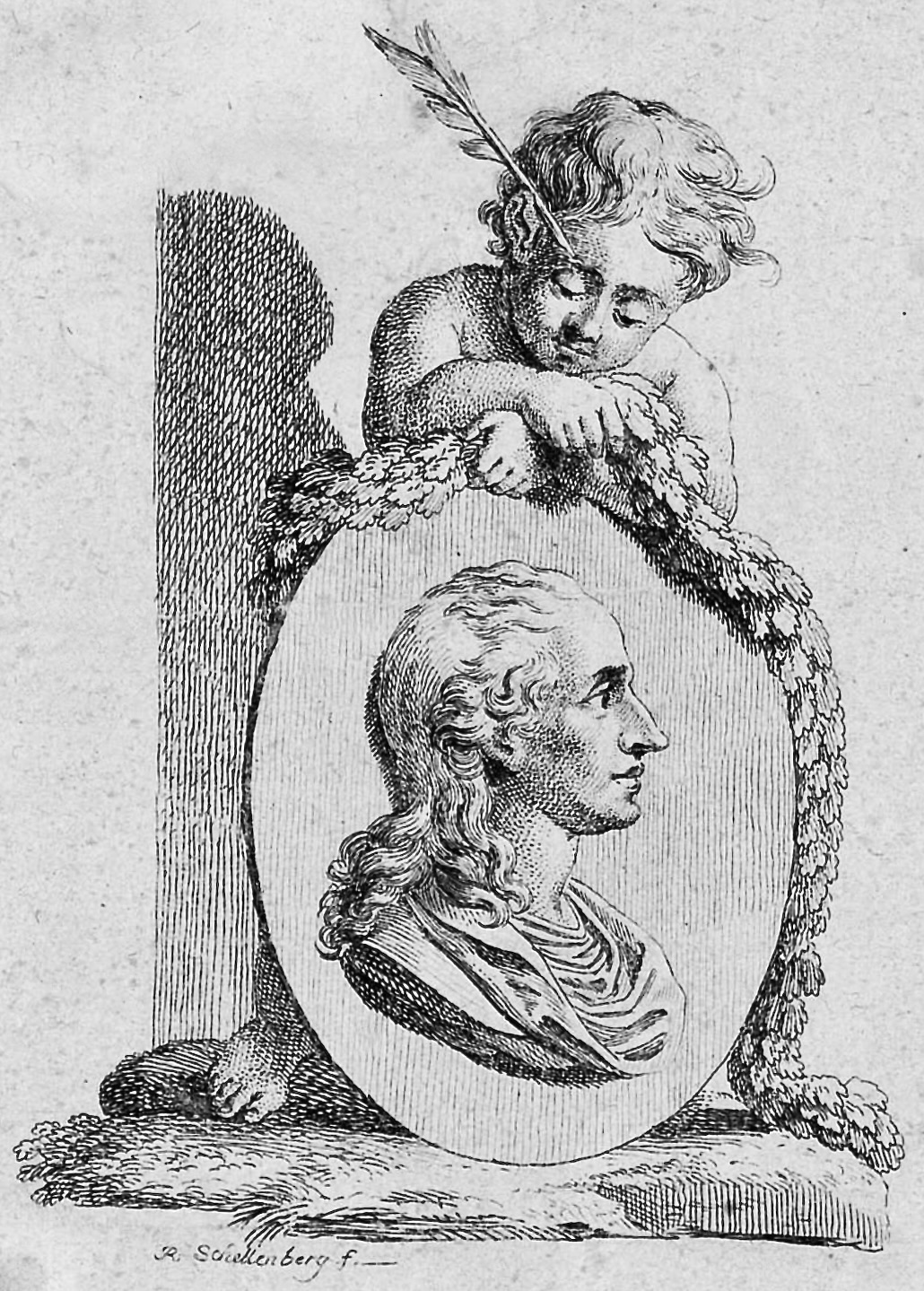
Salis-Seewis mit Genius, Radierung, Johann Rudolf Schellenberg (zwischen 1790 und 1806?)

Die Elegie An mein Vaterland (1785) konfrontiert in Distichen die idyllisierte Heimat mit dem Lärm, dem Verkehrschaos, dem Luxus und der Luftverschmutzung der Grossstadt:
«[…] Welch ein frohes Gemisch! Es sprießen die herrlichen Bilder

    Zahllos, wie Blumen im Lenz, vor der Erinnerung Hauch.

Doch, mich weckt das Donnergetöse der spritzenden Räder,

    Und des raschen Gespanns dumpfig erklappernder Huf,

Der geschwungenen Geißel Knall, des treibenden Kärrners

    Drohender Fluch und des Marktes heiseres Krämergeschrei.

Ha! mich umschlingen weit Luteziens kreuzende Gassen;

    Mancher Zauberpalast, voll des Goldes und Grams,

Hebt die türmenden Giebel, von stockenden Dünsten umbrütet,

    Welche mit stumpferem Strahl mühsam die Sonne durchwühlt.

Lebet nun wohl, ihr Täler der Heimat, ihr heiligen Alpen!

    Fernher tönt mein Gesang Segen und Frieden euch zu. […]»
Die wohl in Arras entstandene Elegie an die Ruhe stellt in gleicher Weise die ländliche Welt, nach der Salis sich zurücksehnte, der Realität des Garnisonsdienstes gegenüber:
«Wie nach dem röthenden Abend die Schnittermädchen sich sehnen,

    Also sehnt sich mein Herz, ländliche Ruhe, nach dir. […]

Aber was lullst du mich ein in Zauberschlummer der Täuschung,

    Nichtige Phantasie? Selten, ach! selten gedeiht

Deine Blüthe zur Frucht! Mir ruft die wirbelnde Trommel,

    Und der Kanonen Zug klirrt durch die Wölbung des Thors,

Bayonette blitzen in langen, starrenden Reihen,

    Hoch vom Flattergeräusch farbiger Fahnen umweht. […]

Ruhe, dich lieb’ ich umsonst! Ich flieh’ und wende die Blicke;

    Nur noch ein Seufzer entschlüpft mir in betäubendem Lärm,

Wie der entführten Braut im Arme des siegenden Jünglings,

    Wenn sie an’s heimische Haus zärtlicher Ältern gedenkt.»

## Berenice

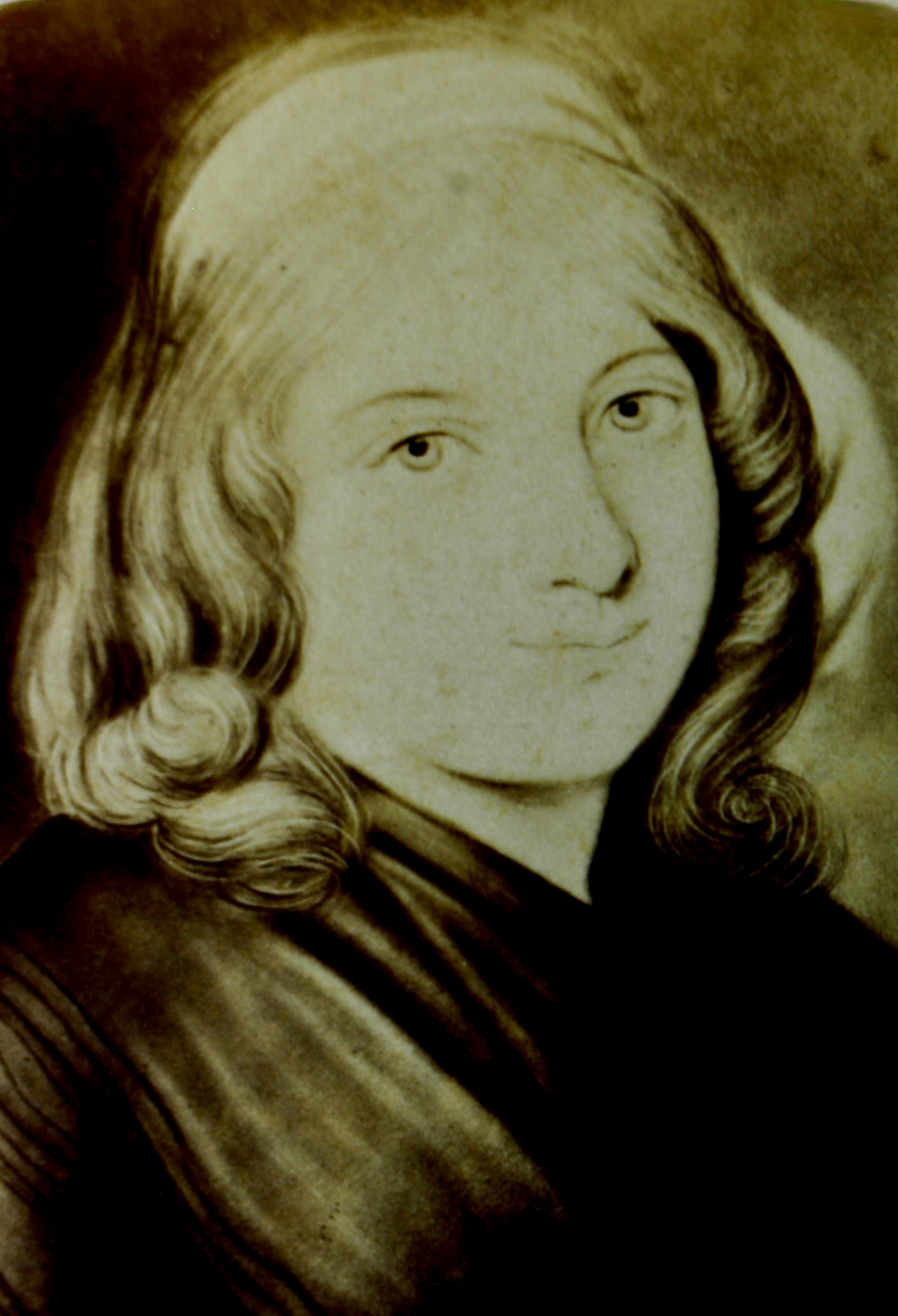
Ursina von Salis-Seewis geb. von Pestalozzi, anonymes Gemälde, Detail (ca. 1800)

Sophie von La Roche nannte Salis «einen Mann, der von früher Jugend in Frankreich im Militär oder am Hofe in tausend verführerischen Lagen war, mit diesem Feuer, mit dieser Gestalt, der dennoch unverdorben blieb und mit der höchsten männlichen Schönheit die größte moralische Vollkommenheit vereinigte».
Er ging in Arras keine Liebesbeziehung ein, und zwar nicht nur, weil er fand: «Das schöne Geschlecht ist hier grösstentheils nicht schön […].» Bansi gestand er: «[…] sey es nun Furcht schief beurtheilt zu werden, schüchterne Zurückhaltung, Abneigung vom süßthuenden Geziere, oder nöthig angenommene Kälte, – Ich darf und kann mich fast keinem Weib offen zeigen […].» Und in einem anderen Brief: «Ein Weib zur Freundin haben, muß für den ders kann und darf ein Himmel seyn. – Ich dürfte es nicht, wie sehr ich auch fühle, daß ihr sanftes [Wesen] meinen Menschenfeindlichen (nicht Menschenfeindlichen; Ich haße dieses Wort und war es Gottlob nie! aber Menschenscheuen) Anfällen heilsam seyn würde; Ich dürfte es nicht – denn ich fühle zu tief, und meine Seele haftet zu sehr auf einem Punkt, um nicht immer [nach einer] Verbindung zu streben.» Von den Bündnerinnen seines Standes schrieb Salis, dass man sie «unbarmherzig verhunzt und entweder in fremden Verziehungsanstalten zu Pietistischen Statuen versteinern läßt, oder zu krittelnden Schwätzerinnen zu Hause bildet».
Eine Ausnahme stellte offenbar Ursina von Pestalozzi (1771–1835) dar, in die er sich 1787 in Malans verliebte und die er wegen ihres schönen blonden Haares Berenice nannte. Ein siebenjähriger Aufenthalt bei den Herrnhutern im Neuenburger Töchterinstitut Montmirail scheint der Tochter des piemontesischen Oberstleutnants Johann Jakob von Pestalozzi (1733–1814) und der Margaretha Dorothea von Albertini († 1815), nicht geschadet zu haben.
Doch leider war sie in den Augen von Vater Salis keine genügend gute Partie für den Stammhalter. 1788 teilte Salis Ursinas Vater mit, er verzichte auf die Hand seiner Tochter. Der Geliebten schrieb er: «Meine Eltern, mein Beruf als Militär, die Umstände, schliesslich stärkere Gründe, die ich ihnen nicht nennen darf [!], halten mich von jeder Verbindung ab.» Ursina aber war entschlossener und antwortete: «Sie sagen, ein andrer soll mich glücklich machen, nein, das soll niemals geschehen, nicht wahr, ich kann ja unschuldig seyn und Sie doch lieben, biß ich nicht mehr bin … aber vergessen, ach daß kann ich Sie nicht […]» Darauf gestand ihr Salis in einem (vermeintlichen) Abschiedsbrief: «Oh, wie so manche Stunde Ihres Umganges versagte ich mir – oh, oh wie so sehr that ich meiner Seele Gewalt an, nicht mit Ihnen vertrauter zu werden – Sie nicht ein einziges Mal (darf ich’s sagen) an mein Herz zu drücken!»

## Revolutionär
Auf dem Rückweg nach Paris, wohin das Regiment Salis-Samaden zum Ordnungsdienst verlegt worden war, liess Salis sich im erwähnten Jahr in Olten in die gemässigt regimekritische Helvetische Gesellschaft aufnehmen.

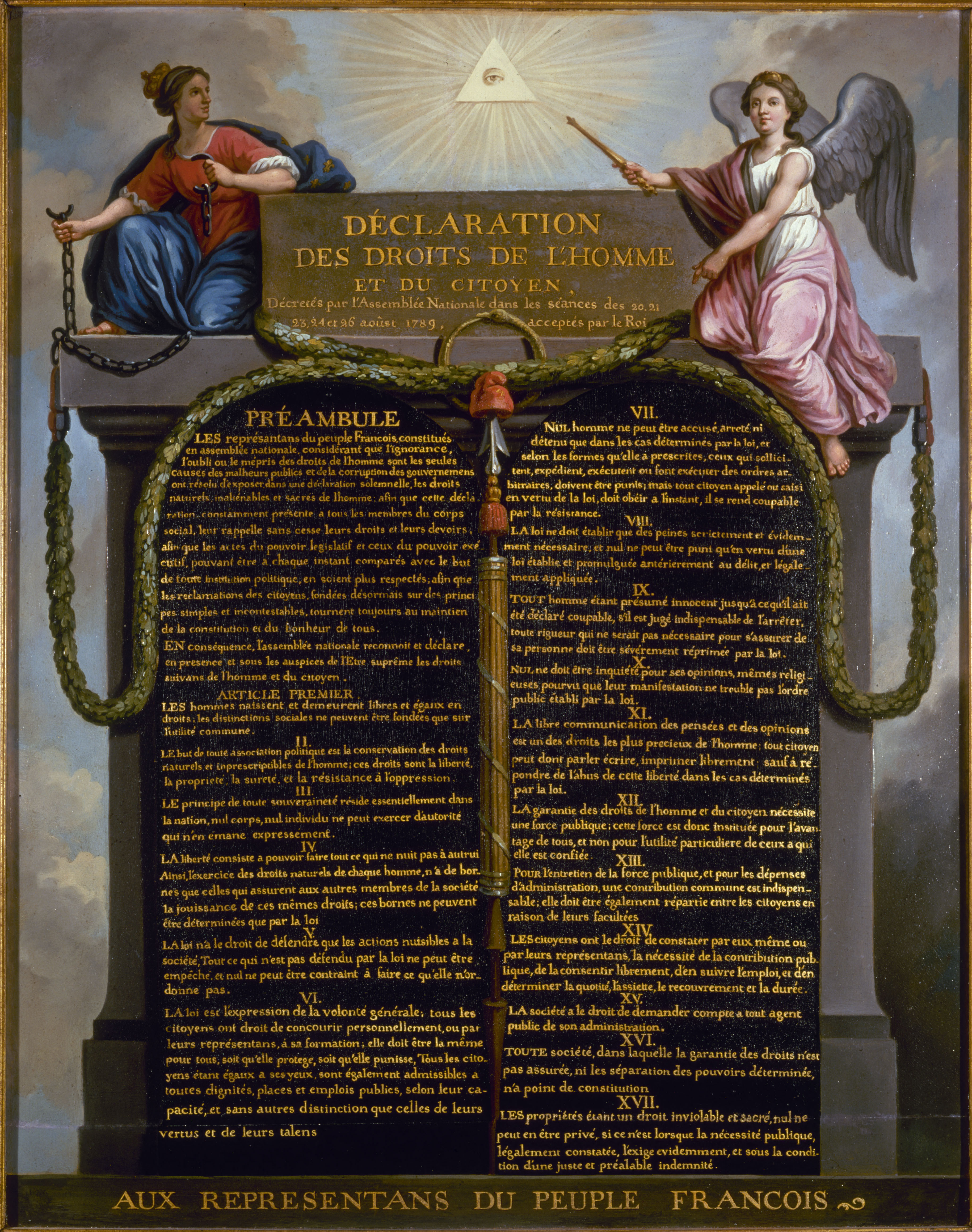
Erklärung der Menschen- und Bürgerrechte, Gemälde, Lebarbier (etwa 1789)

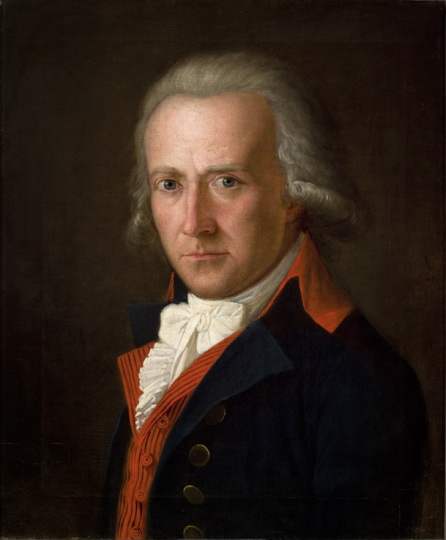
Friedrich von Matthisson, Gemälde, Ferdinand Hartmann (1794)

Dass die Besatzung der Bastille, die aus 82 Gardes des Invalides und 32 Soldaten des Regiments Salis-Samaden unter Leutnant von Flüe bestand, am 14. Juli 1789 sieben Mann verlor, hielt Salis nicht davon ab, am Tag danach die Porzellanfabrik von Sèvres zu besichtigen. Angesichts dessen erscheint Reichards Spekulation absurd, die Französische Revolution hätte nicht stattgefunden, wenn die Verteidigung der Bastille dem Dichter übertragen worden wäre. Später wurde sein Regiment nach Rouen verlegt.
Auf einer nachgeholten Bildungsreise, die Salis 1789/90 zuerst durch die Österreichischen und die Vereinigten Niederlande führte, lernte er in Weimar Wieland, Herder und Goethe, in Jena Schiller kennen. Dabei notierte er: «Wielands Genius ward oft zum ausgelassenen Satyr.» Herder dagegen sei «von reiner Anmuth». Goethe habe ihn «mit viel Anstand und Kälte» empfangen. Und von Schiller schrieb er: «Sein Angriff auf mein Vaterland in den Räubern hätte ich noch eher entschuldigen können, als das ebenso frevelnde, als irreleitende, heidnische, gefährlich scheinende Gedicht Griechenlands Götter.»
Wohl wegen seiner Abwesenheit von Paris befand Salis sich nicht unter den 54 Bündner Patrioten, die 1790 eine vielbeachtete Adresse an die französische Nationalversammlung unterschrieben, um ihre Bewunderung für die Erklärung der Menschen- und Bürgerrechte zu bekunden.
Die Kunstepoche der Empfindsamkeit war die hohe Zeit der Männerfreundschaften. 1790 machte Salis die Bekanntschaft seines Dichterkollegen Matthisson, der als Gast des Berner Landvogts von Bonstetten in Nyon lebte. Matthisson gestand Salis darauf, dass er nie ein Wesen («selbst kein weibliches») zärtlicher und feuriger geliebt habe als ihn. Der Bündner seinerseits beteuerte dem Norddeutschen gegenüber: «O Du, den meine Seele liebt, Du fehlst mir; hier ist kein Wesen, das Dir gleicht, Liebling Uraniens.»
Wenn Salis seinen politischen Überzeugungen Ausdruck verlieh, näherte sich seine Sprache jener des Sturm und Drang. So schrieb er nach der vereitelten Flucht Ludwigs XVI. nach Varennes (20.–22. Juni 1791) an Matthisson:

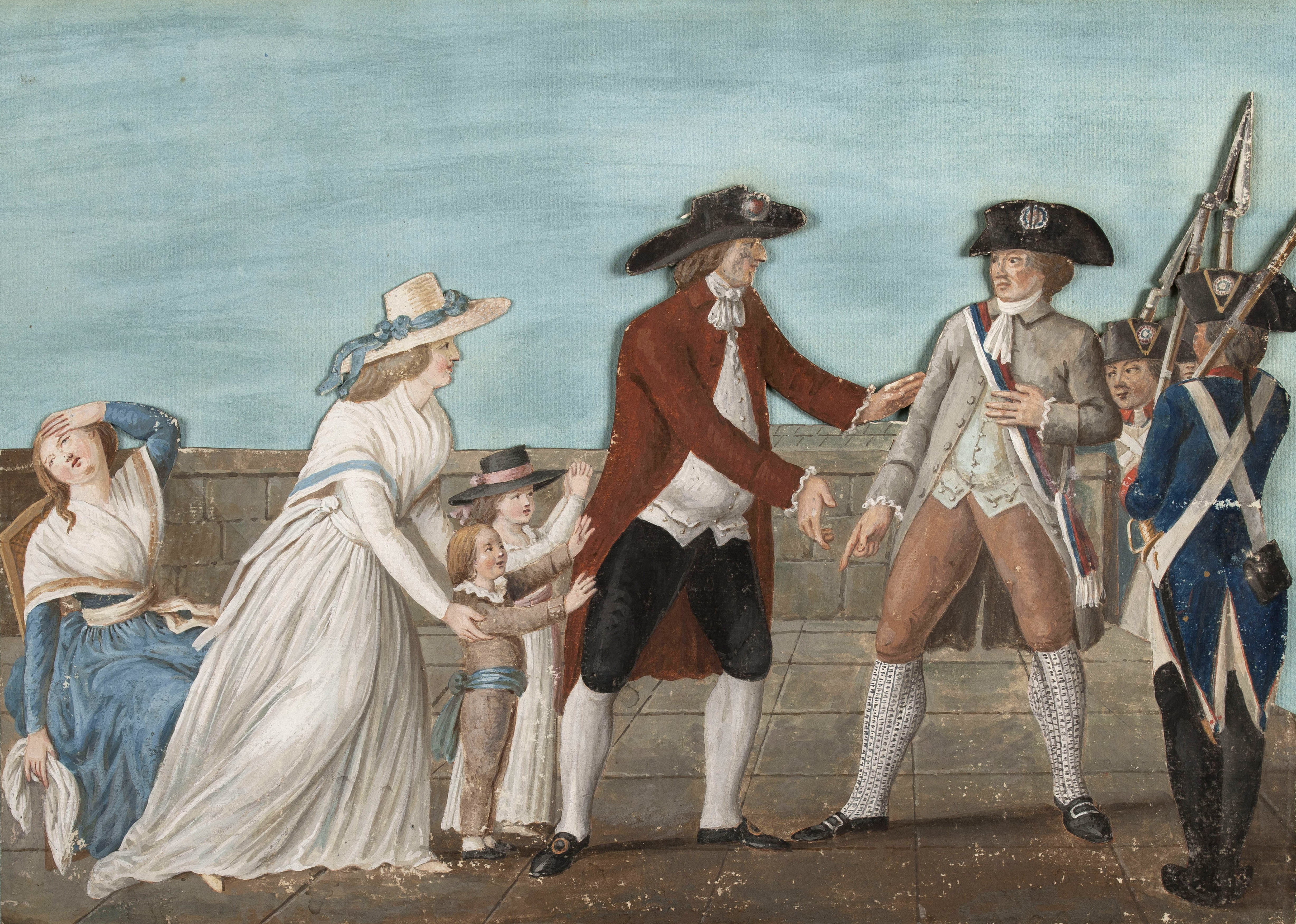
Verhaftung Ludwigs XVI. in Varennes, Zeichnung, Jean-Baptiste Lesueur (1791)

„Im entscheidenden Augenblicke der Königsflucht habe ich mich geprüft und bewährt gefunden, bereit, Alles aufzuopfern für Freiheit, und entschlossen, mir eher jedes Glied zerschmettern zu lassen als wieder dem heillosen Despotismus zu fröhnen. Ich habe der Frankennation und dem Gesetze den heiligen Eid der Treue geschworen und das letzte Band abgestreift, das mich an einen König heftete. Nun darf ich scheinen was ich schon lange war, ein Vertheidiger der Freiheit und der Menschenrechte […].“

Matthisson, der damals Hauslehrer in Lyon war, veröffentlichte diese Stellungnahme, wodurch sie zum Ärger der Familie in »Ein Zeitungsblatt für Graubünden» vom 13. September gelangte. Nachdem Frankreich am 3. September zur konstitutionellen Monarchie übergegangen war, krebste Salis mit nachstehender öffentlichen Rechtfertigung zurück: «Damals theilten alle ächten Patrioten meine Gesinnungen, mit welchen ich nun in der Person des Königs die Stütze der Verfassung, das gesetzmäßige Oberhaupt der Armee und den Vater eines freien Volkes verehre.»
Tief muss ihn kurz darauf die Nachricht vom Verlust der Mutter getroffen haben, der er später an ihrem 30. Todestag sein letztes Gedicht widmete.
Zu Beginn des Ersten Koalitionskriegs (April 1792) quittierte Salis im Streit mit seinem reaktionären Vorgesetzten Oberstleutnant Bachmann, dem späteren General im Stecklikrieg, den Dienst im Regiment Salis-Samaden. Während des Tuileriensturms (10. August) hielt er sich in Paris auf. Dass Maréchal de camp Bachmann Gardes-Suisses auf Demonstranten und Nationalgarde schiessen liess, kostete frühere Kameraden von Salis das Leben und den älteren Bruder des Oberstleutnants den Kopf.
Zur Zeit der Ausrufung der Republik (22. September) und der Entlassung aller Schweizer und Bündner schloss Salis sich den Nationaltruppen an. Er wurde Aide de camp im Generalstab der Armée du Midi unter Montesquiou. Letzterer besetzte das zu Sardinien-Piemont gehörende Savoyen, weigerte sich aber, dasselbe mit Genf zu tun, das mit Bern und Zürich verbündet war.
1792 dürfte die folgende Strophe des Gedichts An ein Thal entstanden sein:
«Undingbar, keines Königs Waffenknecht,

Zu edelstolz, um Rang und Sold zu werben,

Entsag’ ich nie der bessern Menschheit Recht,

Für Völkerglück zu siegen und zu sterben.»
Salis hatte Ursina nicht vergessen. Im Hauptquartier der Südarmee schrieb er der Geliebten, die Sehnsucht nach ihr rühre ihn zu Tränen: «Denken Sie, wie sich das schickte – mitten im Kriegsgetümmel, unter unsern von der Sonne schwarzgebräunten Grenadieren, schnurrbärtigen Reutern und blutgierigen Volontaires, von denen unser enges Chamberi wimmelt […].»
Die Armée du Midi wurde zur Armée des Alpes. Nachdem Montesquiou sich aus Angst vor Verhaftung nach Genf abgesetzt hatte, folgte ihm Kellermann. Salis aber, der ein Bataillon Freiwillige kommandiert hatte, lehnte eine Stelle als Oberstleutnant ab und schied 1793 aus dem französischen Dienst.
Er besuchte Matthisson, der mit seinem Arbeitgeber nach Blonay bei Vevey übergesiedelt war. Zusammen machten sie die erste Sammlung seiner Gedichte druckfertig. Nachdem ihm der Vater sechs Jahre lang die Zustimmung verweigert hatte, konnte Salis schliesslich an seinem 31. Geburtstag (in Masans bei Chur) Ursina heiraten.

## Patriot
Der Freistaat der drei Bünde galt zwar als Ewiger Mitverbündeter der Eidgenossenschaft, blieb aber laut Hilty «nach Innen eine eigene Eidgenossenschaft in kleinerem Maßstabe, nach Außen ein Staat mit selbständiger Politik». Einerseits verband ihn ein Soldvertrag mit Frankreich, andererseits ein Bündnis (Erbeinung) mit Österreich. Letzteres war sogar Mitglied des Grauen Bundes, da es bis 1819 die Freiherrschaft Rhäzüns besass. Die gefürstete Reichsgrafschaft Tarasp und die Herrschaft Haldenstein waren nicht Teil des Freistaats.
Letzterer zeigte laut Frey «starke Ähnlichkeit mit den Innerkantonen: auf dem Grunde der Demokratie eine weitgehende Geschlechterherrschaft und neben der eigenen Freiheit Untertanen in erobertem Gebiet». Rund 50 nahezu souveränen Gerichtsgemeinden standen rund 40 Familien gegenüber, welche die Macht weitgehend unter sich teilten und, «weil ein Staatsgedanke seit Jahrhunderten mangelte», von Paris oder Wien Bestechungsgeld in Form von Pensionen kassierten.

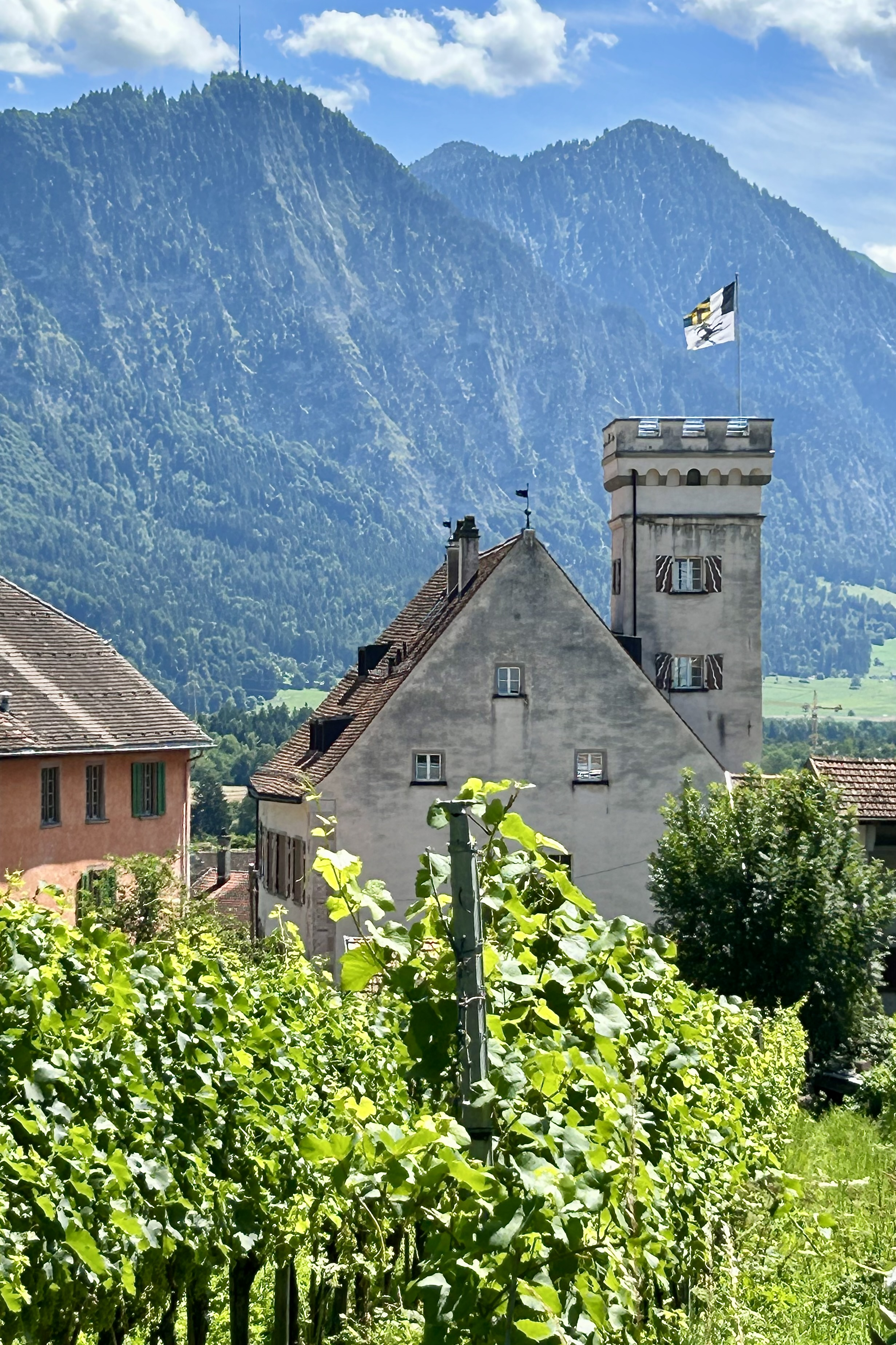
Haus zum grünen Turm, Malans, wo Salis ab 1793 wohnte (trug bis 1908 eine von Grünspan überzogene Zwiebelhaube)

In die Heimat zurückgekehrt, wurde Salis zum Ärger des Vaters und der Familie, die von der französischen zur österreichischen Partei übergetreten war, eines der eifrigsten Mitglieder der von Johann Baptista von Tscharner angeführten Patrioten. Als die im Zuge der Bündner Revolution von 1794 einberufene ausserordentliche Standesversammlung den Adel abschaffte, schrieb Salis an Bansi: «Man kann den Junkergeist und das Junkeriren nicht mehr verabscheuen als ich […].» Mit anderen Patrioten arbeitete er ein Projekt zur Verbesserung des Schulwesens aus. Auch schlug er eine Reorganisation der Bündner Miliz vor, deren Offiziere nicht mehr nach Stand und Besitz ausgewählt und nicht mehr besser besoldet werden sollten als die Soldaten. Beide Vorhaben scheiterten aber an der fehlenden Zustimmung der Gemeinden.

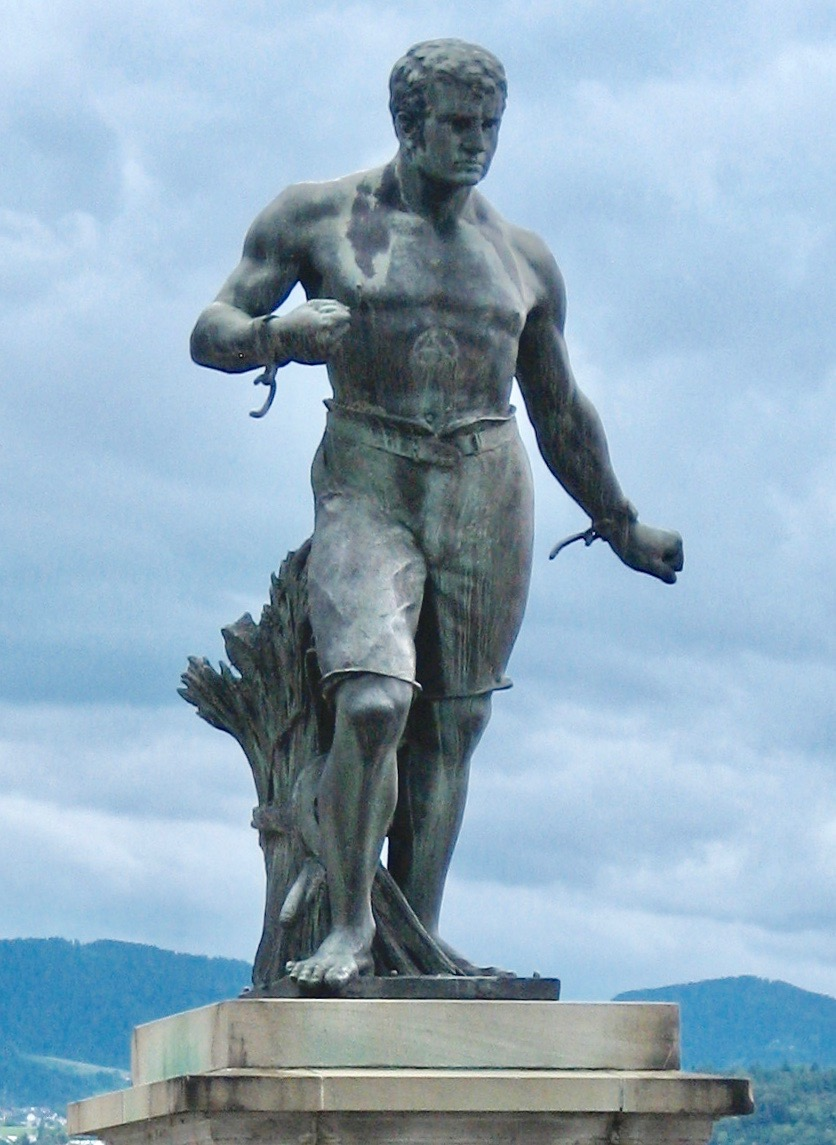
Denkmal zu Ehren der Demokratiebewegung, Stäfa, August Bösch (1898)

Im erwähnten Jahr wurden die Verfasser des Stäfner Memorials verhaftet, das die Ausbeutung der Landbevölkerung durch die Stadt Zürich anprangerte. In Polen schlugen Russland und Preussen den Kościuszko-Aufstand nieder. Vor diesem Hintergrund verfasste Salis das Gedicht An die edeln Unterdrückten, das mit den Worten schliesst:
«[…] Ihr Märtyrer für Menschenwürde,

Vertraut der Wahrheit und der Zeit:

Vergänglich ist des Druckes Bürde,

Doch ewig die Gerechtigkeit.»
Um dieselbe Zeit entstand das Epigramm Fürbitte:
«Heilige, reine Vernunft, vergieb den Blinden am Wege,

    Die dich verfolgen und schmähn! – Göttin, sie kannten dich nie!

Aber wehre den Stolzen, die gerne uns zwängen zu knieen,

    vor das vergoldete Kalb, ihren begränzten Verstand!»
Das Ehepaar Salis lebte damals meist in Chur. Dort stattete ihm 1795 die dänische Dichterin Friederike Brun (1765–1835) mit ihren Kindern einen Besuch ab, der von gemeinsamen Ausflügen begleitet war. Dabei schloss Friedchen Seelenfreundschaft mit Sinchen, die ihr erstes Kind stillte. In ihrem veröffentlichten Reisetagebuch schrieb sie über Frau von Salis: «Sie ist so ganz Sie, daß Miltons Eva es nicht mehr war! Eine stille Blume der Au! Ein Vergissmeinnicht mit einem nie versiegenden Thautropfen im schmachtenden Auge». (Später verurteilte Brun unter dem Einfluss Bonstettens, der sich nach Kopenhagen abgesetzt hatte, die von Salis begrüsste Helvetische Revolution.)
1796 entwarf Salis eine Militärverfassung nach dem Vorbild des eidgenössischen Defensionale und dem Plan von 1794. Diesmal fürchteten die Patrioten nicht so sehr Österreich als das erstarkte Frankreich. Sie dachten an eine Koalition mit Preussen, Sardinien-Piemont, Venedig, Genua und der Eidgenossenschaft. Dies erwies sich aber als unrealistisch, da Bonaparte in Turin und Mailand einmarschierte und die Transpadanische Republik errichtete.
Eine unrühmliche Rolle spielte Salis beim Verlust des Veltlins. Laut Coxe gab es kein Land, wo die Bauern unglücklicher waren, mit einem «Engros-Handel zwischen Verbrechern und Gerichtshöfen» als Justizwesen. 1796 und 1797 gehörte der Dichter dem ausserordentlichen Kongress an, der es in der Hand gehabt hätte, das von der Familie Salis fast als Privateigentum betrachtete Untertanengebiet zum gleichberechtigten vierten Bund zu erklären. Salis aber beteiligte sich an der Formulierung eines «einfältigen» bzw. «beleidigenden» Schreibens an die Veltliner und an der falschen Klassifikation der Ergebnisse einer Befragung der Bündner Gemeinden. Schliesslich ging der Kongress auseinander, «lahm gelegt durch die politische Bornirtheit eines seit Generationen verrotteten Kleinstaates» und der Familie Salis, «die in dem Augenblicke, wo nur entsagende Entschlossenheit den drohenden Verlust abwenden konnte, noch Geschäfte machen wollte». Obwohl die französische Diplomatie wie auch Bonaparte «in beinahe grenzenlosem Langmut» eine innerbündnerische Lösung anstrebten, wurde die Angelegenheit «in unglaublich fährlässiger Manier» verschleppt. So fiel das Veltlin nach dem Frieden von Campoformio an die neugeschaffene Cisalpinische Republik mit den nahe gelegenen Wirtschaftszentren Mailand, Bergamo und Brescia. Bünden kostete dies 90'000 seiner 160'000 Einwohner.
Zu spät wurden die Verantwortlichen abgesetzt und verurteilt – Salis «wegen nicht vollzogener Willensmeinung der Gemeinden» zu 600 Gulden Busse. Rufer meinte dazu: «Auch wenn Salis von jeder böswilligen Absicht freigesprochen werden muss, auch wenn er bloss aus Kleinmut, Schwäche, Kurzsichtigkeit und Verantwortungscheu fehlte, so kann das seine Mitschuld am Verlust des Veltlins nicht abschwächen.»

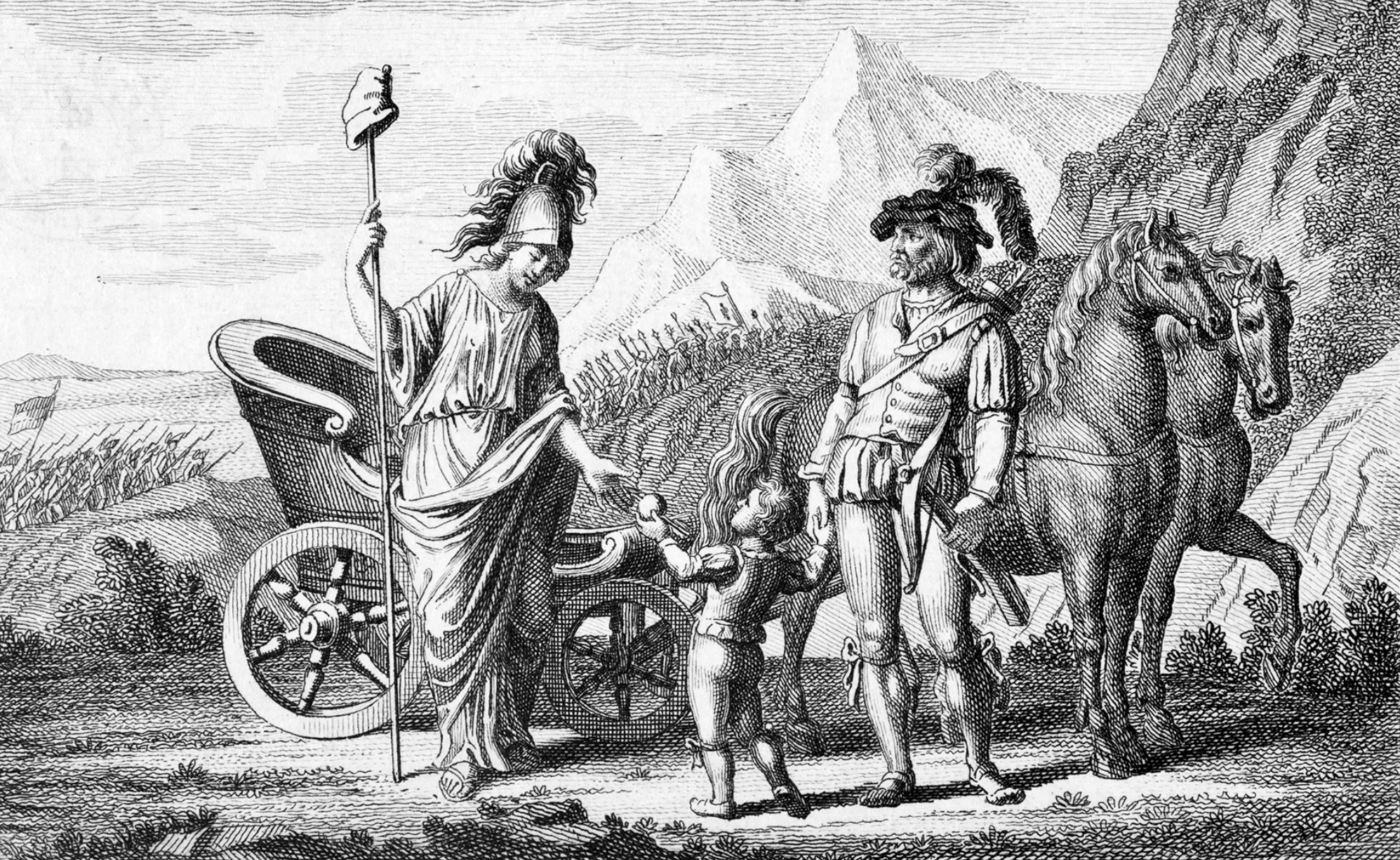
Briefkopf der Armée d’Helvétie unter Schauenburg, anonym (1798)

Weil dem geschrumpften Freistaat nun die Annexion durch Österreich drohte, arbeiteten die Patrioten auf den Anschluss an die Helvetische Republik hin, die am 12. April 1798 gegründet wurde. Malans hatte schon am 12. Februar einen Freiheitsbaum gepflanzt. Die helvetische Staatsverfassung lud die Graubündner ein, «ein Bestandtheil der Schweiz zu werden». Die Konterrevolution in den Waldstätten hinderte General Schauenburg jedoch daran, den Rhein zu überschreiten.
Immerhin erhielten die Bündner Patrioten das helvetische Bürgerrecht zugesichert. Darauf reichte Zschokke als Vertreter von Malans und Maienfeld am 31. August ein Gesuch um Vereinigung ein, das diese im Namen der gleich gesinnten Gemeinden stellten. Im Oktober liess dann aber die Aristokratenpartei die Bündner Herrschaft und Chur durch helvetikfeindliche Bauern besetzen, die einer österreichischen Invasionsarmee als Vortrupp dienten. Neben anderen Patrioten floh damals auch Salis mit Gattin und Kindern in die Schweiz.

## Feldherr
Generalinspektor
Salis lebte fürs Erste vom Ertrag von Besitzungen der Familie in Meilen und Küsnacht. Mit einem Empfehlungsschreiben von Schauenburg trafen er und zwei andere Bündner am 21. Oktober in Luzern, der Hauptstadt der Helvetischen Republik, ein. Dort wurden sie von Zschokke eingeführt, der zuvor in Reichenau, dem Sitz des französischen Residenten in Bünden, ein von Patrioten-Chef Tscharner gegründetes Erziehungsinstitut geleitet hatte. Der Sache der Patrioten förderlich war, dass der Präsident des Direktoriums, La Harpe, Zögling des Vorgängerinstituts von Reichenau in Haldenstein gewesen war.

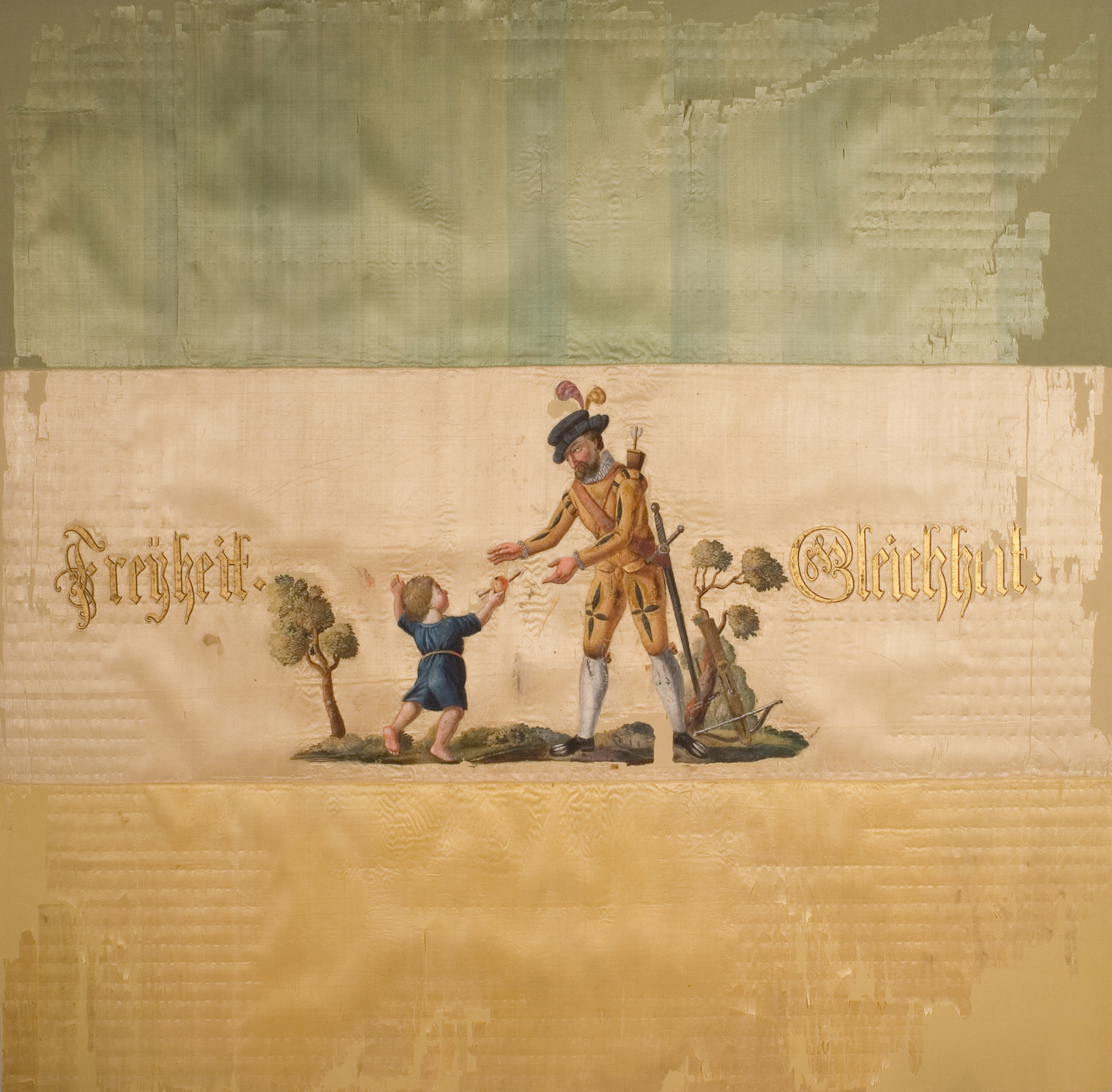
Trikolore der Helvetischen Republik, Geschenk Zschokkes an den Distrikt Stans (1799)

Während Bonapartes Ägyptenabenteuer waren die Franzosen in Europa ihren Gegnern unterlegen. Darum bemühte sich die Helvetische Republik, eine eigene Armee aufzustellen. Vor diesem Hintergrund wurde Salis auf Empfehlung eines der Verfasser des Stäfner Memorials, Regierungsstatthalter Pfenninger, am 9. November 1798 zum Generalinspektor der Miliz im Kanton Zürich ernannt. Bis im Februar 1799 machte er diese nach jener des Kantons Léman zur bestorganisierten des jungen Staates.
Die Wehrbereitschaft erhöhte, dass Österreich verdächtigt wurde, es wolle mit der bevorstehenden Invasion nicht die Schweiz von der Last fremder Besatzung befreien, sondern seine habsburgisch-kyburgischen Stammlande zurückerobern.

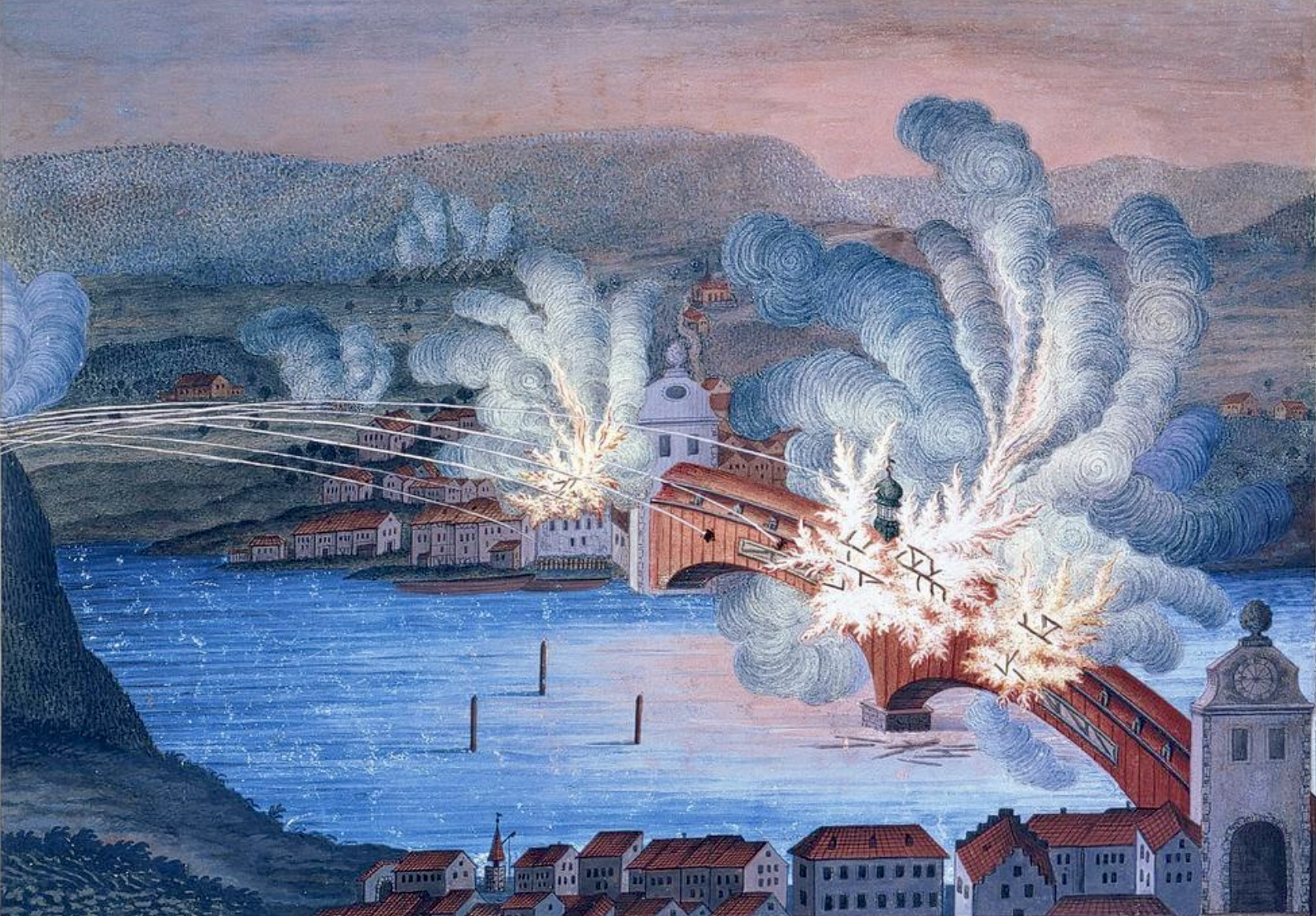
Brand der Grubenmann-Brücke zwischen Schaffhausen und Feuerthalen, anonymes Aquarell (1799)

Obwohl die französische Armée d’Helvétie unter Schauenburgs Nachfolger Massena die Österreicher am 6./7. März bei Luziensteig und Chur besiegte, kehrte Salis nicht nach Bünden zurück.
Am 22. März erhielt er Befehl, mit der Zürcher Miliz Unruhen im Untertoggenburg zu ersticken, die zur Vorbereitung der bevorstehenden austro-russischen Invasion der Schweiz organisiert worden waren. Indem er die Aufständischen einkreiste, stellte er die Ordnung in drei Tagen ohne Blutvergiessen wieder her und verhaftete die Rädelsführer.
Während das Gros der Armée d’Helvétie noch in Graubünden stand, wurde die Armée du Danube unter Jourdan bei Stockach am 25. März von Erzherzog Karl geschlagen und flutete über den Rhein zurück. In dieser kritischen Situation bot die Helvetische Republik zum Schutz ihrer Nordostgrenze 20'000 Mann Miliz unter den Generalinspektoren auf. Am 4. April wurde Salis dieses Amt auch im Kanton Schaffhausen anvertraut. Er sollte namentlich die Grubenmann-Brücke zwischen Schaffhausen und Feuerthalen verteidigen (die aber von den Franzosen bei ihrem weiteren Rückzug in Brand geschossen wurde). Am 5. April schliesslich ernannte ihn das Direktorium zum Generaladjutanten (Dienstgrad) und Generalstabschef der helvetischen Armee.
Generalstabschef

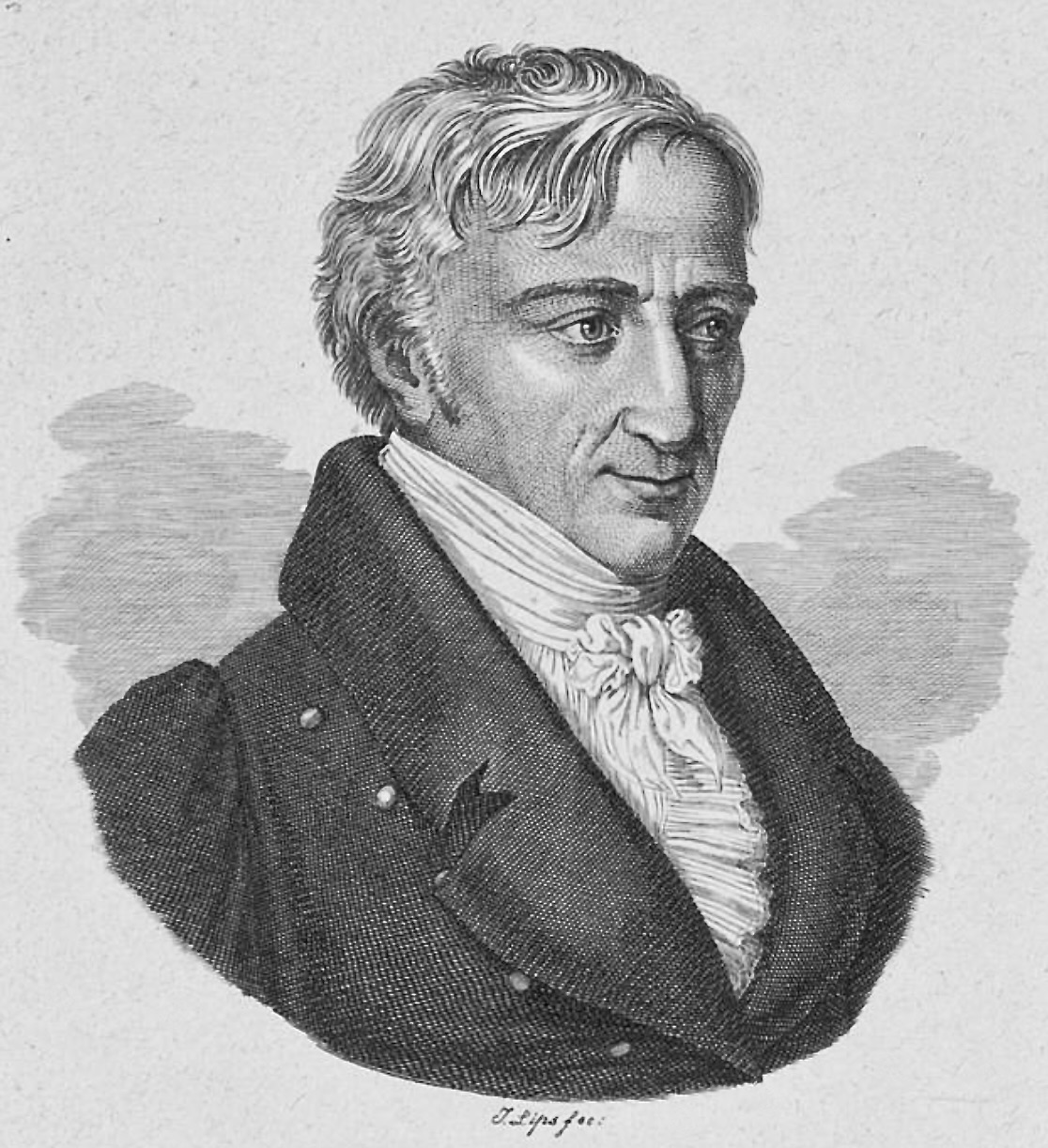
Salis-Seewis, Radierung und Kupferstich, Johann Heinrich Lips (1800?)

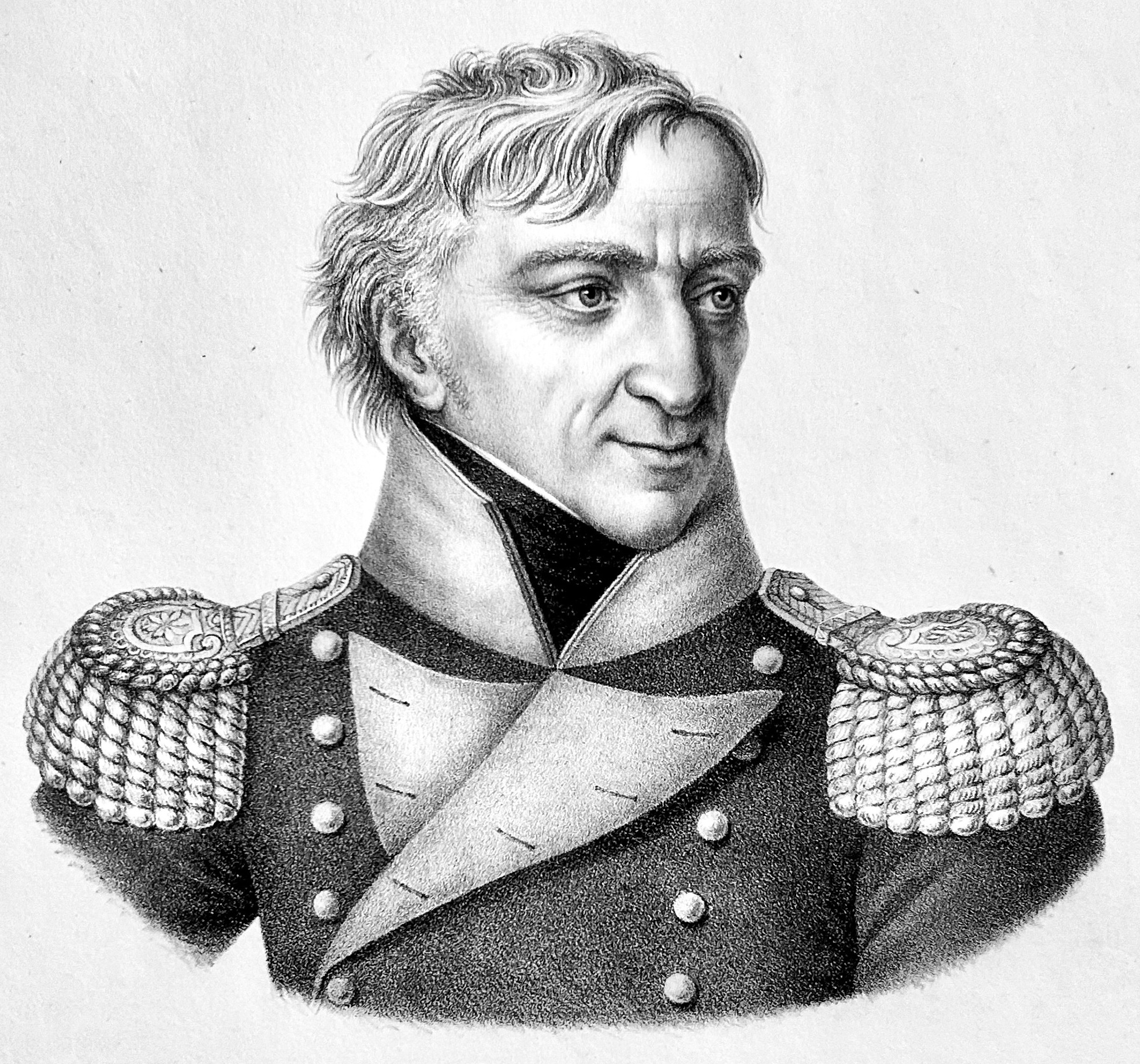
Salis-Seewis in Uniform, Lithografie, Joseph Brodtmann nach Lips (nach 1817)

In der letztgenannten Funktion, die Salis bis am 9. Juni ausübte, unterstützte er zusammen mit dem jeweiligen Kriegsminister (Repond bzw. Schiner), Zivilkommissär Kuhn, dem jeweiligen General (Keller bzw. Weber) und Generalkriegskommissär Mehlem die Franzosen bei der Abwehr der Invasoren unter Erzherzog Karl und dem gebürtigen Zürcher Hotze.
Kuhn war selber mit Vorwürfen konfrontiert, als er folgendes, wohl allzu strenge Urteil über den Generalstabschef abgab: «[…] Salis-Seewis, einer der sittlichsten, redlichsten Menschen, die ich kenne, war seiner Aufgabe nicht gewachsen. Es fehlte ihm dazu sowohl an Kenntnissen, als an Thätigkeit. Er drehte stundenlang an einer Phrase, unternahm zehn Geschäfte auf einmal und beendigte keines […].» Rufer kommentierte: «Salis und Kuhn waren nach Charakter und Temperament grundverschieden: der eine [Kuhn] ein methodischer und systematischer Geist, doktrinär und autoritär, gewandt in Rede und Schrift, initiativ und rastlos tätig, der andere [Salis] eine beschauliche, träumerische Natur, tapfer im Felde, aber zögernd und langsam in seinen Entschließungen und schriftlichen Arbeiten.»
Keller war der Meinung, Salis hätte sich besser zum Truppenkommandanten als für das Büro geeignet. Den General und den Generalstabschef verglich Rufer wie folgt: «Der eine [Salis] war ein Abkömmling eines der ältesten Adelsgeschlechter, ein Mann von vieler Kultur und feinen Manieren, aber auch von exaltierten politischen Meinungen. Der andere [Keller] war der Sohn eines Schusters, in der Garnison und im Felde groß geworden, derb, sorglos, tapfer, ein Haudegen in des Wortes wahrem Sinne, die Uniform und militärische Aufzüge vorzüglich liebend, aber auch dem Wein und dem holden Geschlechte leidenschaftlich ergeben.»
Das Personal des Hauptquartiers war so ineffizient, dass Salis dem Kriegsminister einmal schrieb: «Ich werde diejenigen, die  nicht thun, was sie sollen, und zwar vom General abwärts bis zum Bäckergesellen, zur Probe wenigstens, ob etwa dieses Mittel helfen will, in Arrest setzen.»
Laut Rufer trug die helvetische Armee «in allen Teilen das Gepräge der Improvisation». Sie stand grossenteils schon unter Waffen, als Salis am 14. April im damaligen Hauptquartier in St. Gallen eintraf. Die Eliten (Auszüger) der Grenzkantone waren dem Aufgebot über Erwarten zahlreich gefolgt, und allmählich trafen auch die übrigen Kontingente ein. Das Gros besetzte gemeinsam mit den Franzosen die 150 Kilometer lange Linie von der ehemaligen Grafschaft Werdenberg bis zur Aaremündung. Am 20. April standen zwischen Montlingen (ehemalige Vogtei Rheintal) und Weiach 11'000 Mann, und am Ende zählten die helvetischen Truppen, vom Landesinneren, vom Wallis und von Basel abgesehen, über 20'000 Mann. Jeder französischen Division war eine von einem Generaladjutanten kommandierte helvetische zugeteilt: die 1. (Burckhardt) zwischen Basel und der Aaremündung, die 2. (Weber) zwischen der Aaremündung und Konstanz, die 3. (von der Weid) zwischen Konstanz und Rheineck und die 4. (Clavel) im Rheintal.
Am 21. April trat der Freistaat der drei Bünde als Kanton Rätien der Helvetischen Republik bei. Doch befand er sich nach dem Sieg Hotzes bei Luziensteig am 14. Mai wieder unter österreichischer Besetzung.
Oberkommandierender
Nach Jourdans Niederlagen war die Armée d’Helvétie in die Armée du Danube integriert worden. Massena, der nun von Düsseldorf bis zum Umbrail kommandierte, wollte eigentlich die begonnene Offensive fortsetzen. Da erfuhr er, dass die Austro-Russen Mailand besetzt hatten. Um nicht von drei Seiten angegriffen zu werden, mussten die Franzosen darauf die Kantone Rätien, Bellinzona und Lugano aufgeben und sich vom Rhein hinter die Thur sowie vom Gotthard zurückziehen, wodurch sich die Front auf die Linie Aaremündung–oberer Zürichsee–Luzern–Brünig verkürzte.

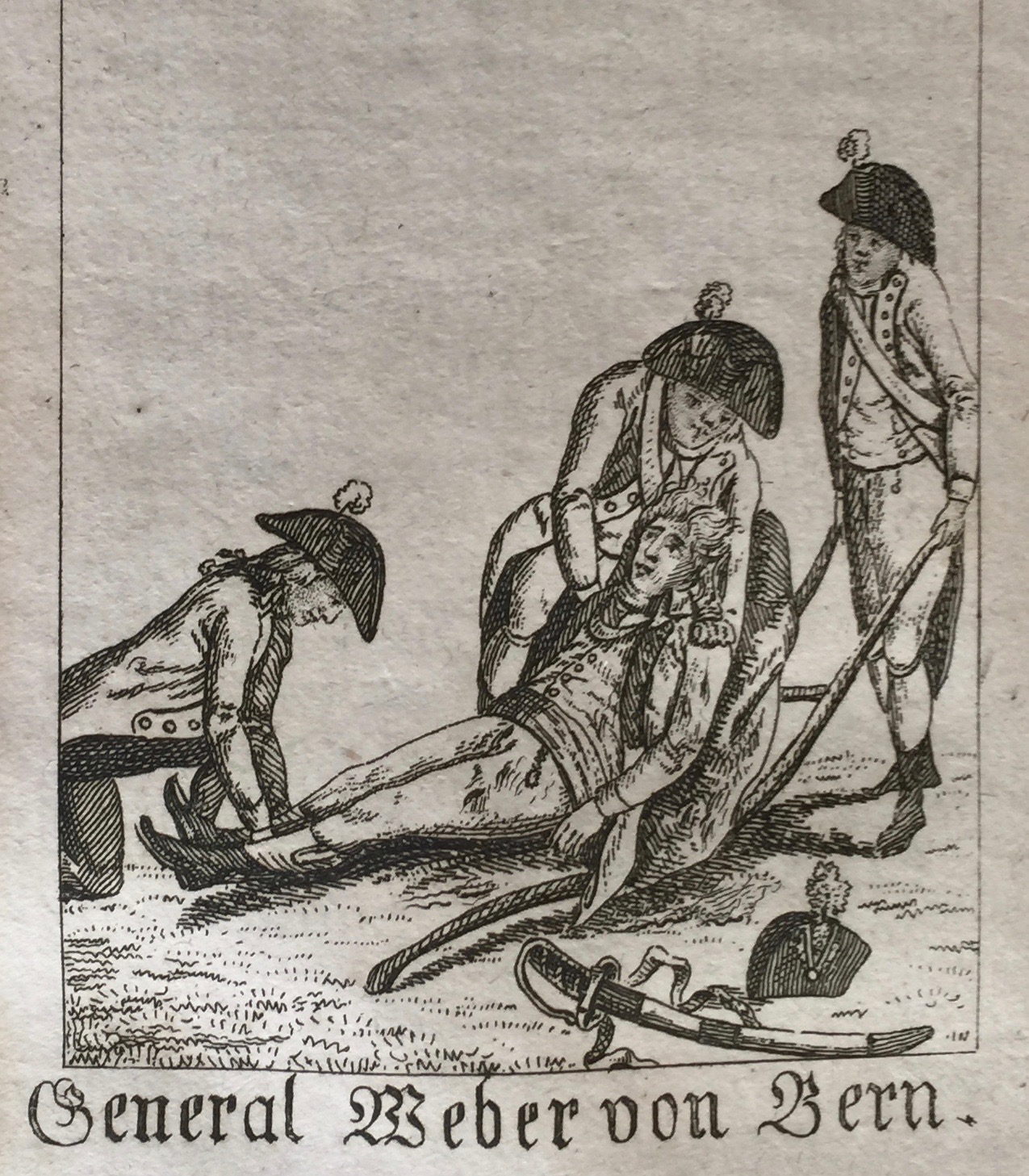
Tod General Webers im Gefecht bei Frauenfeld, anonym (1801)

Obwohl die bevorstehende Räumung der Nordostschweiz geheim gehalten wurde, informierte Massena die Verbündeten, dass sie unvermeidlich war. Schweizerischerseits wollte man dies aber nicht wahrhaben und unterliess die erforderlichen Vorkehrungen. In der Folge desertierten viele Soldaten aus den Grenzkantonen, die den Österreichern überlassen wurden.
Massena versuchte nun zu verhindern, dass sich die Armee des Erzherzogs, die bei Paradies über den Rhein setzte, mit Hotzes von St. Gallen her vorrückendem Armeekorps vereinigte. Am 25. Mai nahm Salis mit 10'000 helvetischen Soldaten am siegreichen Gefecht bei Frauenfeld teil. Rufer schreibt: «Trotz der elenden Verpflegung, mangelhaften Ausrüstung und ungenügenden Instruktion schlugen sich die helvetischen Truppen mit einem Mut und einer Tapferkeit, die jedermann in Erstaunen setzte.» Als Weber beim Sturmangriff auf die Österreicher fiel, übernahm Salis den Befehl über dessen Division. Am Tag darauf ernannte ihn Kuhn provisorisch zum Oberkommandierenden, als welcher eigentlich Weber Keller hätte ersetzen sollen, der aber (unter anderem wegen Trunkenheit) vor Kriegsgericht gestellt wurde. Von alledem erfuhr Salis erst am 28. Mai.
Die Aufgabe des Armeechefs, die er wiederum nur mangels geeigneterer Anwärter akzeptierte, überforderte ihn vollends: Innert zehn Tagen hatte die helvetische Armee 10'000 Mann verloren. Als sich die Franzosen nach dem Gefecht bei Winterthur am 27. Mai hinter die Glatt zurückzogen, desertierten weitere 6000 Milizsoldaten, vor allem Zürcher. Trotzdem schrieb Salis seiner Gattin: «Ich verspreche Dir und ich wäre Deiner nicht werth, wenn ich nicht ausdauern würde.» Dem Kriegsminister gegenüber erklärte er im Entwurf eines Briefes: «Ich harre aus in einer Lage, in der ich gezwungen bin, zu gleicher Zeit die peinlichen Pflichten des Commandanten und [des] Generalstabschefs zu erfüllen, ohne weder das eine noch das andere zu sein, am Tage an der Spitze der Truppen und auf dem Schlachtfelde, nachts auf dem Bureau, ohne den einen oder andern Anforderungen genügen zu können.»

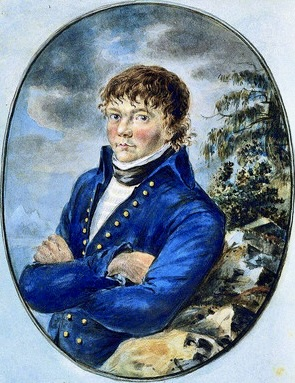
Zschokke, Aquarell, unbekannter Basler Künstler (1800/01)

Zu Beginn der Ersten Schlacht bei Zürich am 2.–4. Juni verfügte die helvetische Armee dort noch über 3200 Mann. Ihr separates Kommando war ausgeschaltet. Salis stand während der Kämpfe stets an Massenas Seite. Was dieser am 5. Juni mit Erzherzog Karl vereinbarte, scheint sein machtloser Bundesgenosse aber erst am folgenden Tag erfahren zu haben, als sich die Franzosen kampflos hinter die Limmat zurückzogen. Dass Stadtzürcher den einziehenden Österreichern zujubelten, empörte ihn. Am 7. Juni bezogen die Reste der helvetischen Armee bei Lenzburg Stellung. Salis schlug vor, sie in neuen Bataillonen zusammenzufassen. Am 9. Juni billigte das Direktorium seine Vorschläge. Gleichzeitig entband es ihn endlich von den Aufgaben des Generalstabschefs.
Nach der Ablösung Erzherzog Karls durch die Russen und dem Sieg der Franzosen über Korsakow (Zweite Schlacht bei Zürich, 25./26. September) und Suworow (Schlacht bei Näfels, 1. Oktober) war die Helvetische Republik mit Ausnahme des Kantons Rätien wieder feindfrei. Letzterer wurde durch den Waffenstillstand von Parsdorf (15. Juli 1800) in eine französische, eine neutrale und eine österreichische Zone geteilt. Bis zu seiner vollständigen Befreiung durch Lecourbe und der Anerkennung der Helvetischen Republik durch Österreich (Frieden von Lunéville, 9. Februar 1801) wirkte Salis erneut als Generalinspektor der Miliz in Zürich.
Seine militärischen Aufgaben scheinen ihm keine Musse zum Dichten gelassen zu haben. So blieb es Zschokke überlassen, der damals Regierungskommissär in den Waldstätten war, der gefallenen helvetischen Soldaten zu gedenken. Nachstehendes Zitat stammt aus seiner in den Ruinen des abgebrannten Altdorf entstandenen Elegie an den Winter 1799–1800:
«Hüll’ in dein Todtengewand die tote Natur und die Wunden,

    Welche das wüthende Jahr schlug mit eiserner Faust!

Und bedecke die stillen Gräber, die einsamen Hügel,

    Wo sie ruhen vom Kampf, für die Freiheit gekämpft,

Unsre Brüder! die Helden! – fern von den Hütten der Heimath.

    An den Ufern der Thur, an den Borden des Rheins!»

## Staatsdiener
In der Folge sass Salis 1800 im Gesetzgebenden Rat der Helvetischen Republik. Als es nach dem vorübergehenden Abzug der französischen Truppen zum Stecklikrieg kam (August–Oktober) und die Konterrevolutionäre vom selben Bachmann kommandiert wurde wie seinerzeit das Regiment Salis-Samaden, zog Salis sich mit der Familie ins Fürstentum Neuenburg zurück, wo Ursina ihre Ausbildung erhalten hatte. 1801 war er Mitglied der helvetischen Tagsatzung und des Senats, 1802/03 des Obersten Gerichtshofs. 
Nach Auflösung des revolutionären Einheitsstaats durch Bonaparte im Jahr 1803 (Mediation) kehrte Salis aus Bern in den nunmehrigen Kanton Graubünden zurück und bekleidete dort eine Vielzahl meist unbezahlter Ämter. 1803–1809 und 1821–1824 gehörte er dem Oberappellationsgericht, 1805–1809 und 1812–1814 dem Grossen Rat an. 1806/07, 1813–1816 und 1819/20 war er Mitglied der Standeskommission, 1807/08 und 1814/1815 Bundsstatthalter, 1808/09 und 1818/19 Bundsstatthalter des Zehngerichtenbunds und zugleich Mitglied der Kantonsregierung, ausserdem 1804 Mitglied der Verfassungskommission.

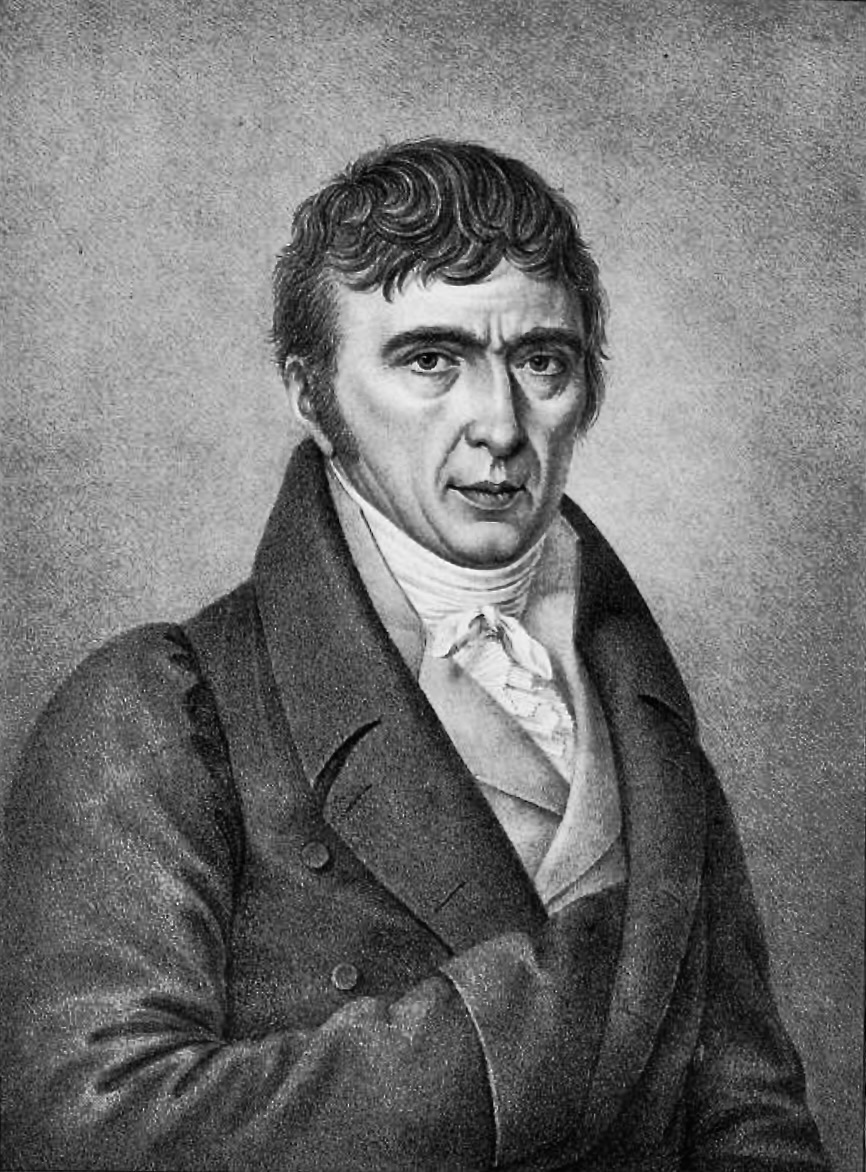
Salis-Seewis mit 60 Jahren, Lithografie «nach dem lebenden Modell», Joseph Brodtmann (1823)

1805–1834 gehörte Salis der Militärkommission an, ab 1814 als Präsident. 1814 wurde er kantonaler, 1819 eidgenössischer Oberst, 1822 Mitglied der eidgenössischen Militäraufsichtsbehörde. In der Stadt Chur sass er 1820–1830 im Kleinen Rat, ab 1822 alternierend als amtierender und ruhender Stadtvogt. 1811 wurde er Ehrenmitglied der Schweizerischen Musikgesellschaft. 1817 zählte er zu den Gründern der Churer Freimaurerloge Libertas et Concordia.
1825 stattete ihm Matthisson einen letzten Besuch ab. Roeder sah, «wie die beiden Greise als ein edles Zwillingspaar traulich auf Spaziergängen bald auf der Landstraße in der Ebene des Rheintals bei Chur, bald auf einem rauhen Bergwege zusammenwandelten». Weiter schrieb er: «[…] Matthison war schmächtig und trug das Aussehen eines Hofmannes in seiner äußern Haltung; v. Salis erschien kräftiger und in militärischem Ausdruck, der durch seine hohe Adlernase und festen Schritt sich deutlich unterschied.»
In den letzten Lebensjahren lebte Salis zurückgezogen in Malans. Er starb 1834 mit 71 Jahren, seine Gattin zwei Jahre später.
Zu ihren fünf Kindern zählten:
- Johann Ulrich Gaudenz (1794–1844), radikaldemokratischer[167] Regierungsrat[168]
- Margaretha Jakobea (1797–1865) ∞ Johann Ulrich von Salis-Soglio (1790–1874), 1847 General des Sonderbunds[169]

Der Enkel Johann Gaudenz Dietegen Salis-Seewis (1825–1886), Sohn von Johann Jakob (1800–1881) und Anna von Jenatsch, nahm als Student an der Deutschen Revolution teil und wurde radikaldemokratischer Regierungsrat, Ständerat und Nationalrat. Der Urenkel Johann Ulrich Graf von Salis-Seewis (1862–1940) erhielt am letzten Tag des Ersten Weltkriegs den Grad eines k. u. k. Feldzeugmeisters, dessen Bruder Franz Emil Dietegen (1872–1967) wurde 1926 Weihbischof in Zagreb.

## Varia
Auf dem von Johann Ludwig Keiser geschaffenen, 1866 eingeweihten Denkmal für Salis im Churer Stadtgarten steht der Schluss der Elegie An mein Vaterland:
«[…] Heil dir und dauernde Freiheit, du Land der Einfalt und Treue!

    Deiner Befreier Geist ruh’ auf dir, glückliches Volk!

Bleib’ durch Genügsamkeit reich und groß durch Strenge der Sitten;

    Rauh sei, wie Gletscher, dein Muth; kalt, wenn Gefahr dich umblitzt!

Fest, wie Felsengebirge, und stark, wie der donnernde Rheinsturz;

    Würdig deiner Natur, würdig der Väter, und frei!»
Zur Zeit der Geistigen Landesverteidigung schrieb Rufer: «Kein Zweifel: lebte Johann Gaudenz Salis-Seewis unter uns, er stände in der vordersten Reihe der Kämpfer für Freiheit, Recht und Demokratie, Vernunft, Menschlichkeit und Kultur, gegen die Entwürdigung, Versklavung und Entrechtung der Individuen und Völker.»
In Seewis, wo Salis begraben liegt, wurde ihm 1962 ein Gedenkstein mit der Inschrift «Sänger der Heimat, Diener des Volkes» gesetzt.
1997 bezeichete Bundi den Verlust des Veltlins als Fingerzeig an die heutige Schweiz, dass ein übertriebener Einbezug von Elementen der direkten Demokratie in die Entscheidungsverfahren eine vernünftige Aussenpolitik verunmöglichen könne.

## Galerie

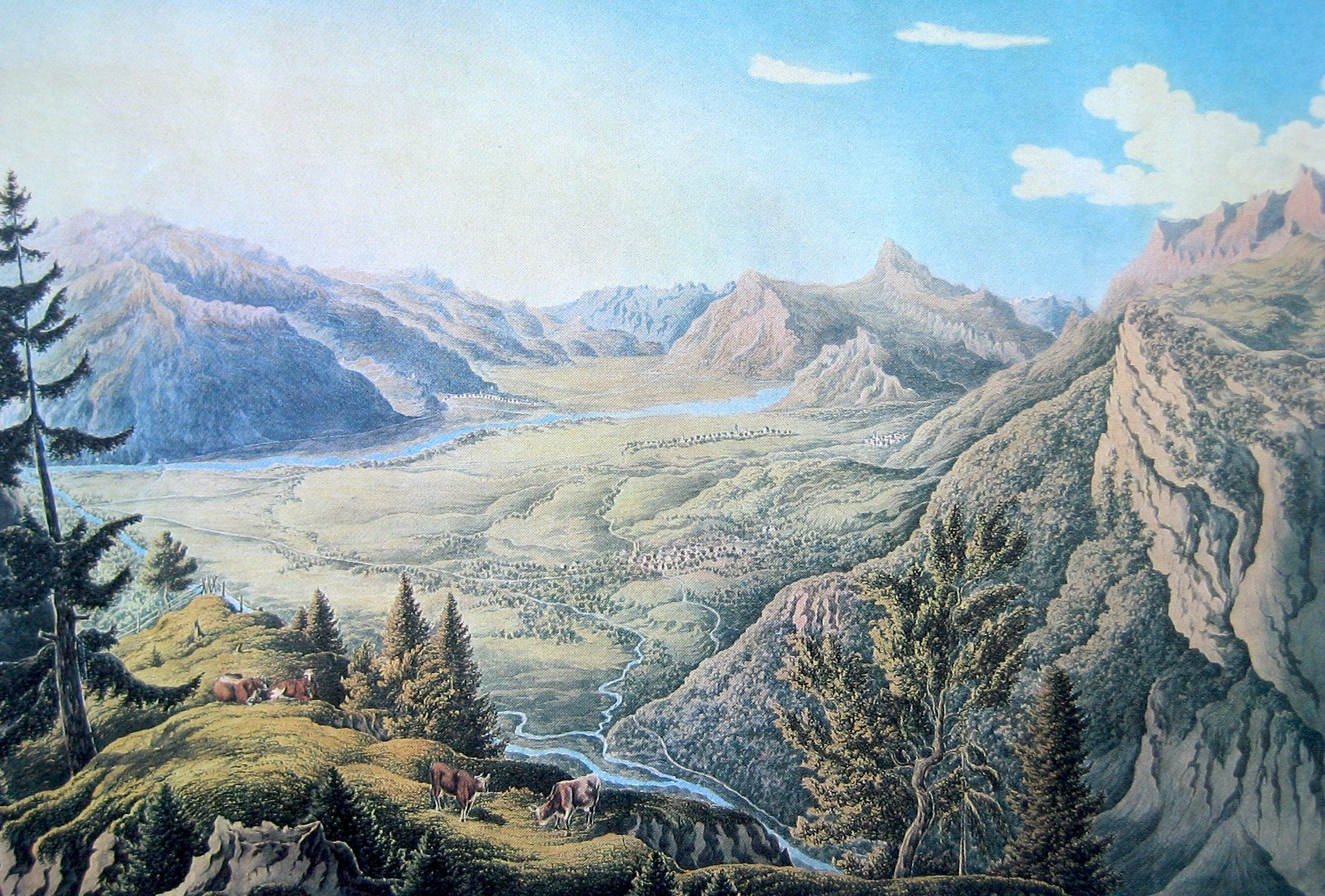
Malans in der Herrschaft Maienfeld, Zeichnung, Elias Emanuel Schaffner (um 1830)
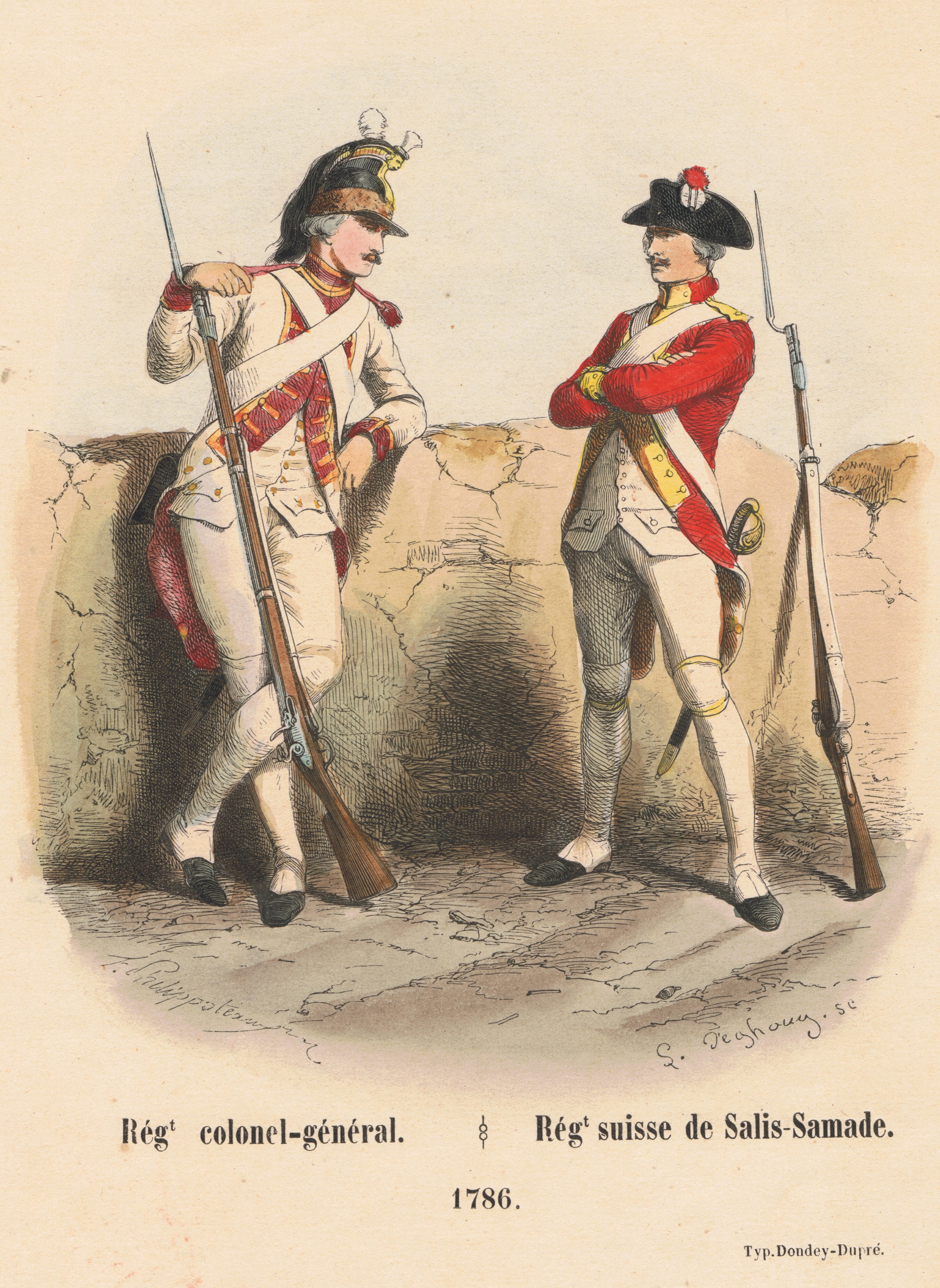
Uniform der Gardes-Suisses und des Regiments Salis-Samaden (1786)
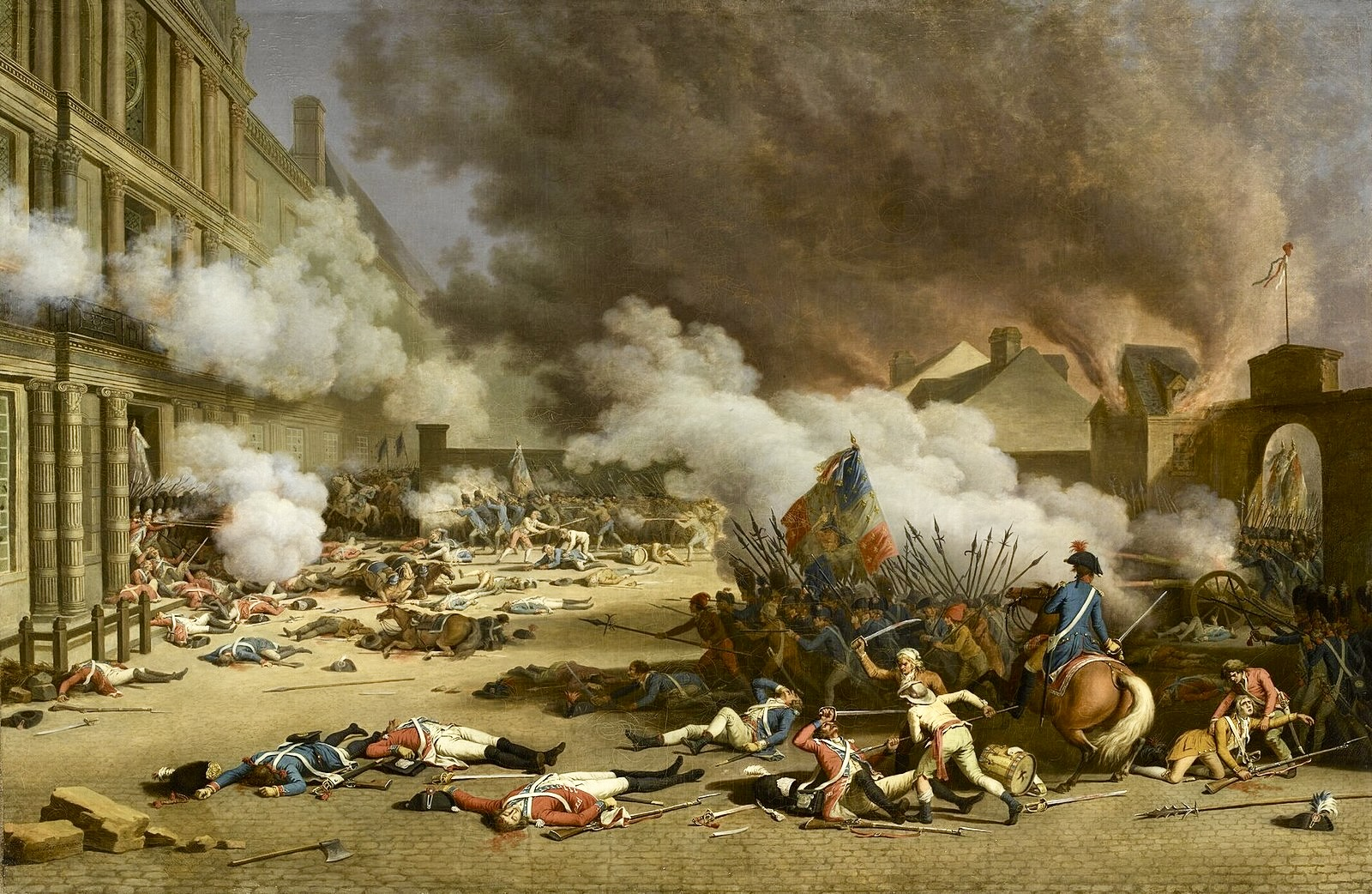
Tuileriensturm, Gemälde, Jacques Bertaux (1793)
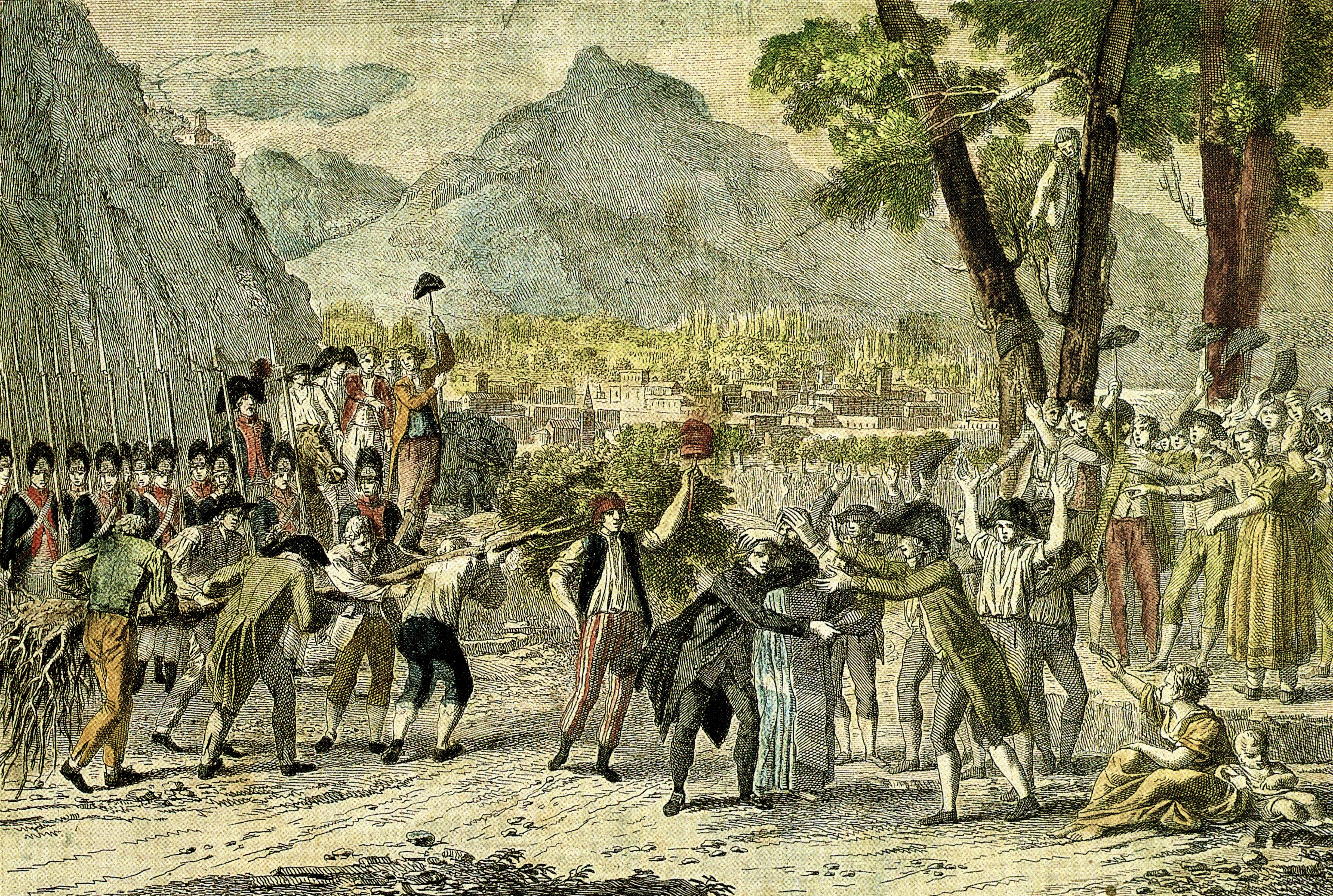
Freiheitsbaum in Sondrio, Veltlin, Radierung, anonym (1797)
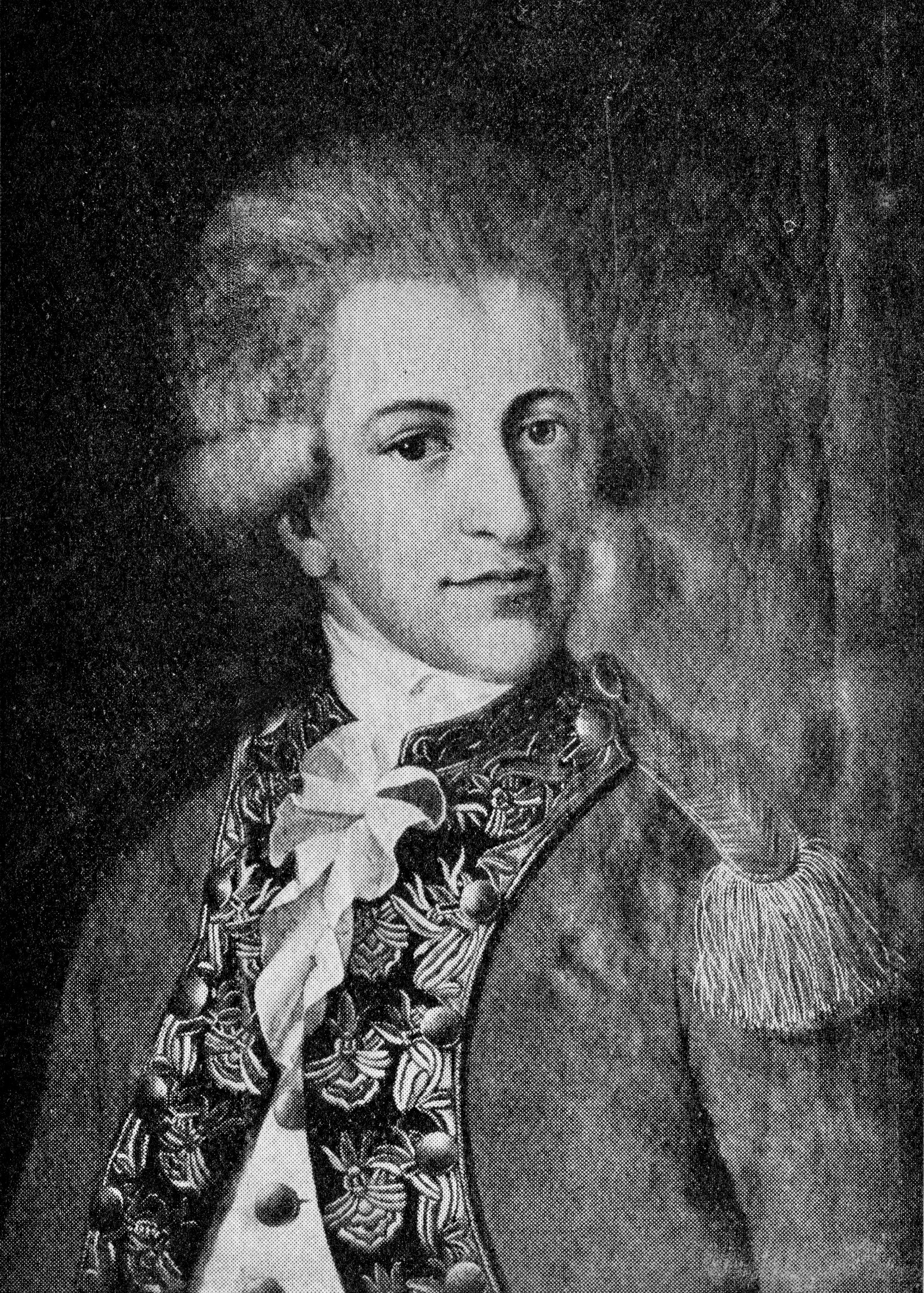
Der Gardeoffizier, Gemälde, anonym (um 1780)
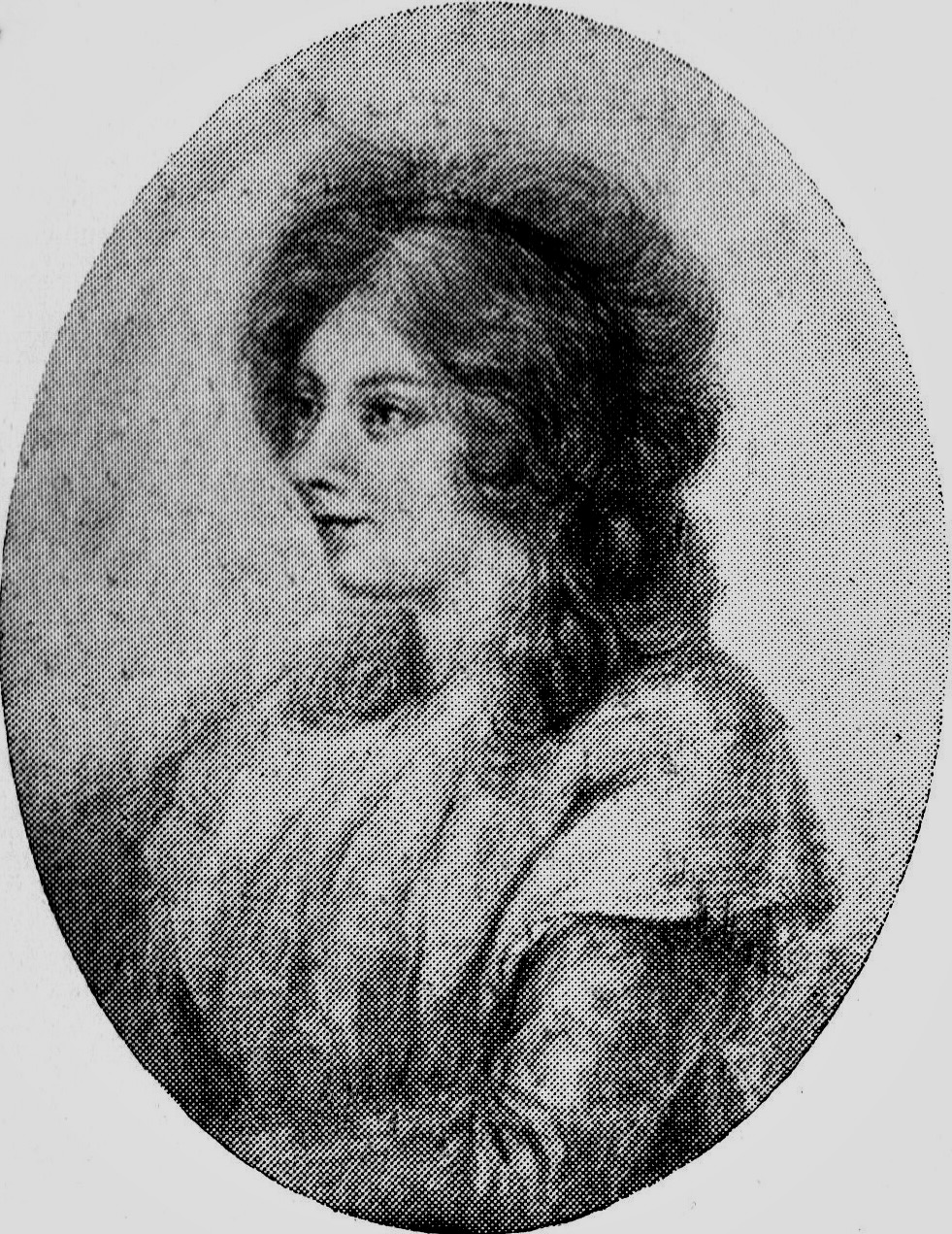
Ursina von Salis-Seewis, Zeichnung, Carl August Richter (?) (um 1797)
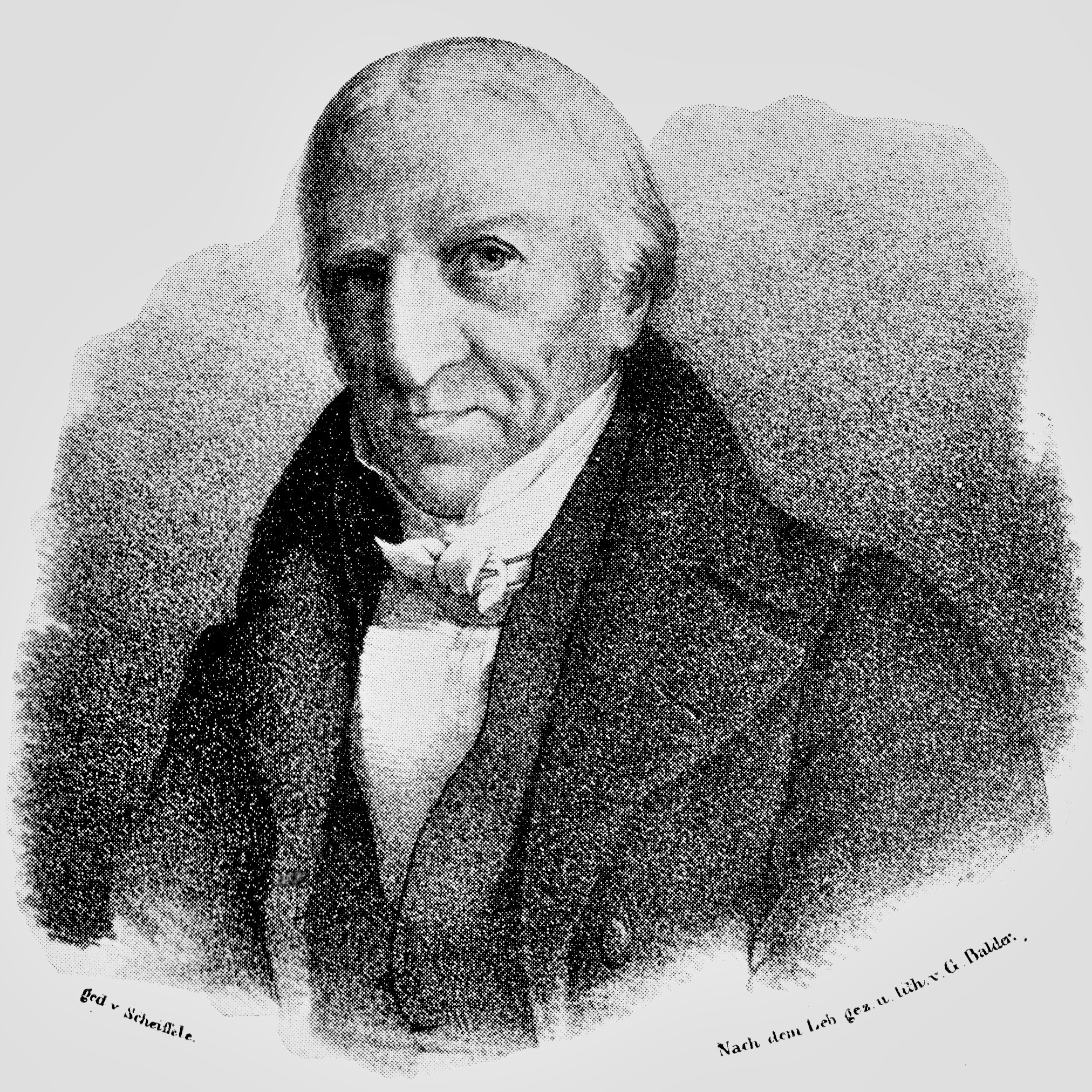
«Nach dem Leb[en] gez[eichnet] u[nd] lith[ografiert]», Georg Balder (um 1830)
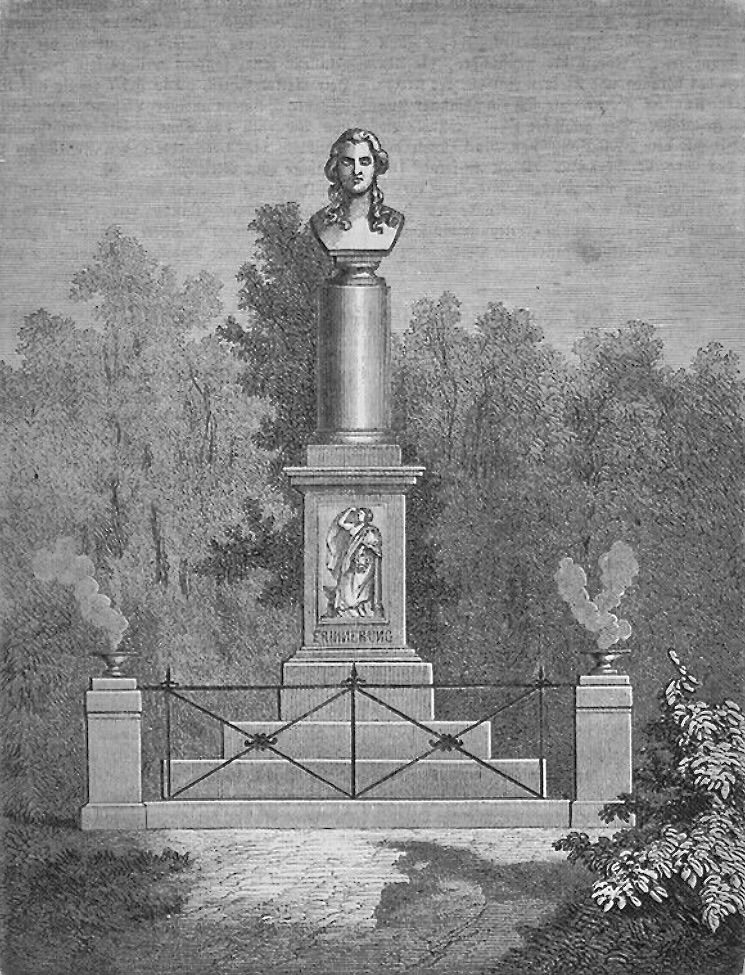
Denkmal, Stadtgarten, Chur, Johann Ludwig Keiser (1866)

## Werke
- Gedichte. Gesammelt durch seinen Freund Friedrich Matthisson. Orell, Gessner, Füssli und Compagnie, Zürich 1793 (digitale-Sammlungen.de).
- Ernst Haeussler: VI. Gedichte von J. G. von Salis. Dem Verfasser gewiedmet und in Musik gesezt. Auf Kosten des Verfassers, Zürich 1796 (e-rara.ch).
- Gedichte. Dritte vermehrte Auflage. Orell, Gessner, Füssli & Comp., Zürich 1797 (Digitalisat).
- Gedichte. Neue Auflage. Orell, Gessner, Füssli und Compagnie, Zürich 1808 (Digitalisat).
- Xaver Schnyder von Wartensee: Das Grab von Salis, für vier Singstimmen mit willkührlicher Klavierbegleitung in Musik gesetzt und dem Dichter zugeeignet. Hans Georg Nägeli und Compagnie, Zürich o. J.
- Gedichte. Ausgabe letzter Hand. Orell, Füßli und Comp., Zürich 1848 (Digitalisat).
- Entwurf einer Kriegsverfassung für Bünden. August 1794. In Alfred Rufer (Hrsg.): Der Freistaat der III Bünde und die Frage des Veltlins. Korrespondenzen und Aktenstücke aus den Jahren 1796 und 1797. 1. Band, Geering, Basel 1916, S. 147–155.
- Christian Erni (Hrsg.): Gesammelte Gedichte. Calven, Chur 1964.
- Alice de Chambrier (Übers.): Gedichte / Poésies. Elvisia, Biel 2013.
- Der Gottesacker im Vorfrühling. In: Hans Peter Buohler (Hrsg.): Es riecht bereits nach Veilchen. Gedichte zum Vorfrühling. Reclam, Ditzingen 2014, ISBN 978-3-15-010978-6.
- Die Herbstnacht (April 1816). In: Andrea Wüstner (Hrsg.): Die Wolken. Gedichte. Reclam, Ditzingen 2014, ISBN 978-3-15-019190-3.
- Graham Johnson: Franz Schubert. The Complete Songs. 3 Bände. Yale University Press, New Haven/London 2014, ISBN 978-0-300-11267-2.